# Jardín de la Isla (Aranjuez)
El jardín de la Isla es un jardín histórico localizado al norte del Palacio Real de Aranjuez. Es una de las principales obras de jardinería del Renacimiento español junto a la Casa de Campo de Madrid. Desde 1931 es Bien de Interés Cultural y desde 2001 es Patrimonio de la Humanidad como parte de la declaración Paisaje cultural de Aranjuez.

## Ubicación y accesos

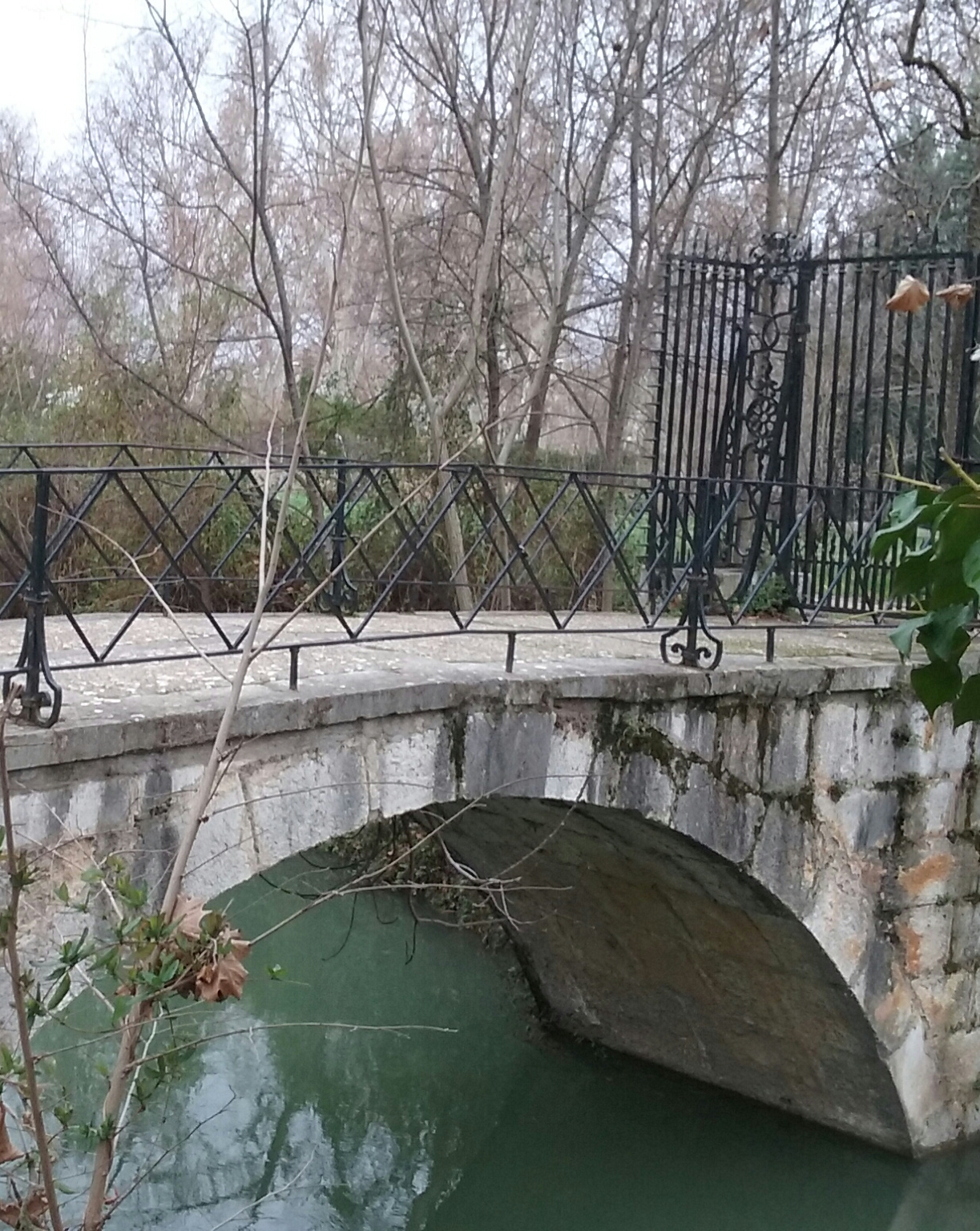
Puente de Enmedio

Puente de la Isleta

Se sitúa al norte del palacio, en una isla artificial de aproximadamente 25 hectáreas de extensión, entre el río Tajo (desde la presa del Palacio hasta donde se encontraba el puente Verde) y una ría o canal. Sobre esta se encuentran cuatro puentes que servían de acceso al jardín. En primer lugar, junto al palacio, se ubica el puente entre el jardín del Parterre y la Isla; ancho y en rampa para permitir el paso de carruajes, fue construido en 1733 o 1744 sobre las compuertas para regular el caudal de la ría. Está construido en piedra y es obra de Esteban Marchand y Leandro Bachelieu según proyecto del primero. Muy cerca de él está el puente del Canal, entre el jardín de la Reina y la Isla; fue diseñado en 1729 por Pedro Caro Idrogo y construido en piedra en 1731-32 con la colaboración de Esteban Marchand. Sustituyó al antiguo puente de madera existente desde época medieval y que daba acceso directo desde el palacio a la Isla. Se decoró con estatuas procedentes de la fuente de Hércules y la Hidra, y hacia 1750 se embelleció con una portada y reja diseñadas por Ventura Rodríguez.
Al oeste de los dos primeros, entre el jardín y la calle de Madrid, está el puente de Enmedio. Fue reedificado en 1764 en piedra por Jaime Marquet y presentaba un arco de piedra, en el lado de la calle, a modo de puerta de acceso. Por último, el puente de la Isleta, en el extremo oeste de la Isla. El principal acceso de la Corte al Real Sitio se producía a través de un puente sobre el Tajo, y tras cruzar este y la ría seguía por la calle de Madrid hasta el Palacio. Sin embargo a finales del siglo XVII estaba muy deteriorado por lo que en 1728 se construyó, aguas abajo, el puente Verde, que permitía cruzar el río sin pisar la Isla. Con el fin de recuperar el antiguo camino, en 1750 se levantó una portada en el acceso desde la calle de Madrid; realizada en ladrillo y piedra de Colmenar, se compone de dos exedras enfrentadas, con pilastras toscanas y decoradas con jarrones de mármol, y se cierra con una puerta de rejería realizada por Francisco Barranco. Así mismo, al año siguiente se levantó el puente sobre la ría, aún en pie, construido en ladrillo y con un solo arco de piedra.

## Historia

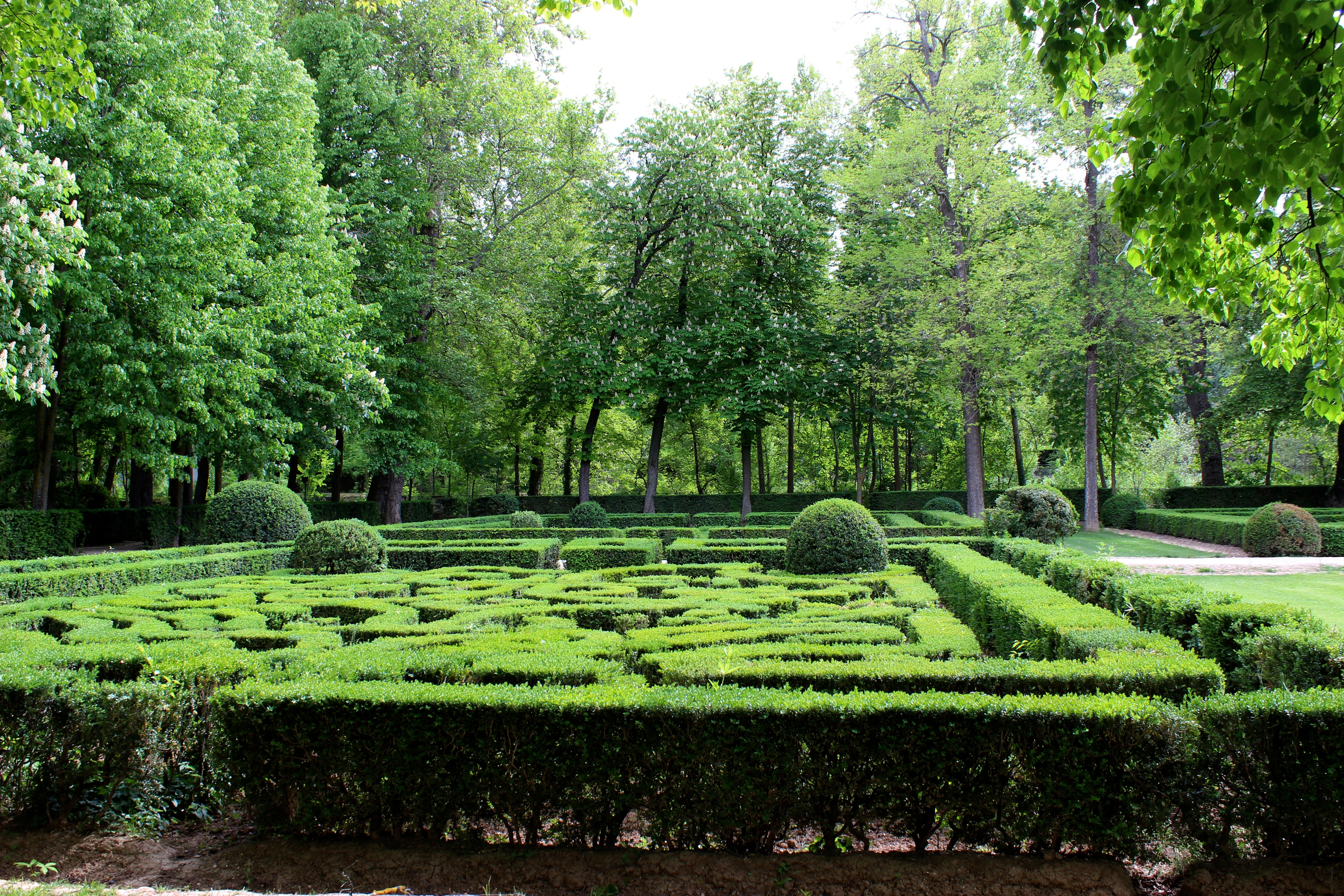
Parterre

Fue promovido a iniciativa de Felipe II, como una representación del paraíso o locus amoenus, y trazado por Juan Bautista de Toledo en 1561; las obras se prolongaron desde ese año hasta 1564, y fueron continuadas por Juan de Herrera, con la ordenación de las fuentes en 1582. Se planteó un eje central principal, siguiendo la línea más larga de la isla, en torno al cual se desarrollaría un trazado ortogonal de cuadros rectangulares, con la simetría como protagonista. En su extremo occidental, el eje se quiebra 120° en dirección suroeste hacia el puente del Tajo.
Tras cruzar la ría se encontraba una plaza octogonal, a modo de vestíbulo, con una fuente que simulaba una gruta y en la que estaban representados distintos pájaros. Desde ahí, el eje central presentaba una sucesión de plazas con fuentes. La primera era la del Reloj, en la que, según una de las teorías sobre su significado, la sombra del agua del surtidor permitía conocer la hora. Le seguía la fuente de los Cuatro Reinos, denominada así porque en los parterres que la rodeaban se representaban los escudos de los reinos de Aragón, Castilla, León y Navarra. A continuación la plaza de los castillos y galeras, en cuyo centro estaba la fuente de Venus. Desde ahí, o bien se salía por el puente de Enmedio, o se continuaba hacia el puente del Tajo, alcanzando la fuente de las Ninfas y un estanque. Además, había dos edificios: la Casa de la Destilación y la Casa de los Naranjos.
Felipe III inició una reforma en la iconografía del jardín y a ese momento corresponderían la fuente de las Harpías, la fuente de Vertumno y el pedestal de la fuente de Neptuno. Su sucesor, Felipe IV, continuó la labor, contando para ello con la dirección de José de Villarreal. En primer lugar incluyó la fuente de Hércules y la Hidra, que contaba con veinticuatro estatuas, además de la principal, de las cuales permanecen catorce —ocho en la fuente y seis en el puente de la Escalinata—, mientras que las diez restantes fueron sacadas entre 1804 y 1834 y reubicadas en otros conjuntos. La fuente de las Harpías pervivió sin apenas modificaciones; no así las fuentes de las lonjas, situadas en los ángulos del rectángulo de las Harpías, que presentaban un estanque octogonal y una estructura consistente en la superposición, en tres ocasiones, de una taza circular y un cuerpo abalaustrado; las existentes presentan el estanque octogonal, un único balaustre y una taza circular.
La fuente de Don Juan de Austria o de Venus permaneció con un aspecto similar al existente excepto por cuatro muchachos que, sentados sobre el pedestal, contaban con aves en las manos. La fuente de Neptuno, añadida en este momento, contaba con siete grupos escultóricos —de los que solo permanecen tres— y presentaba una estructura sobre el pedestal central que imitaba una nube, de la cual salían seis brazos sujetando coronas que se situaban encima de cada uno de los grupos. Por último, la fuente de los Tritones, levantada en ese momento en el extremo suroccidental del jardín, sería trasladada a los jardines del Campo del Moro en 1848.

## Decoración escultórica

### Grupo del puente

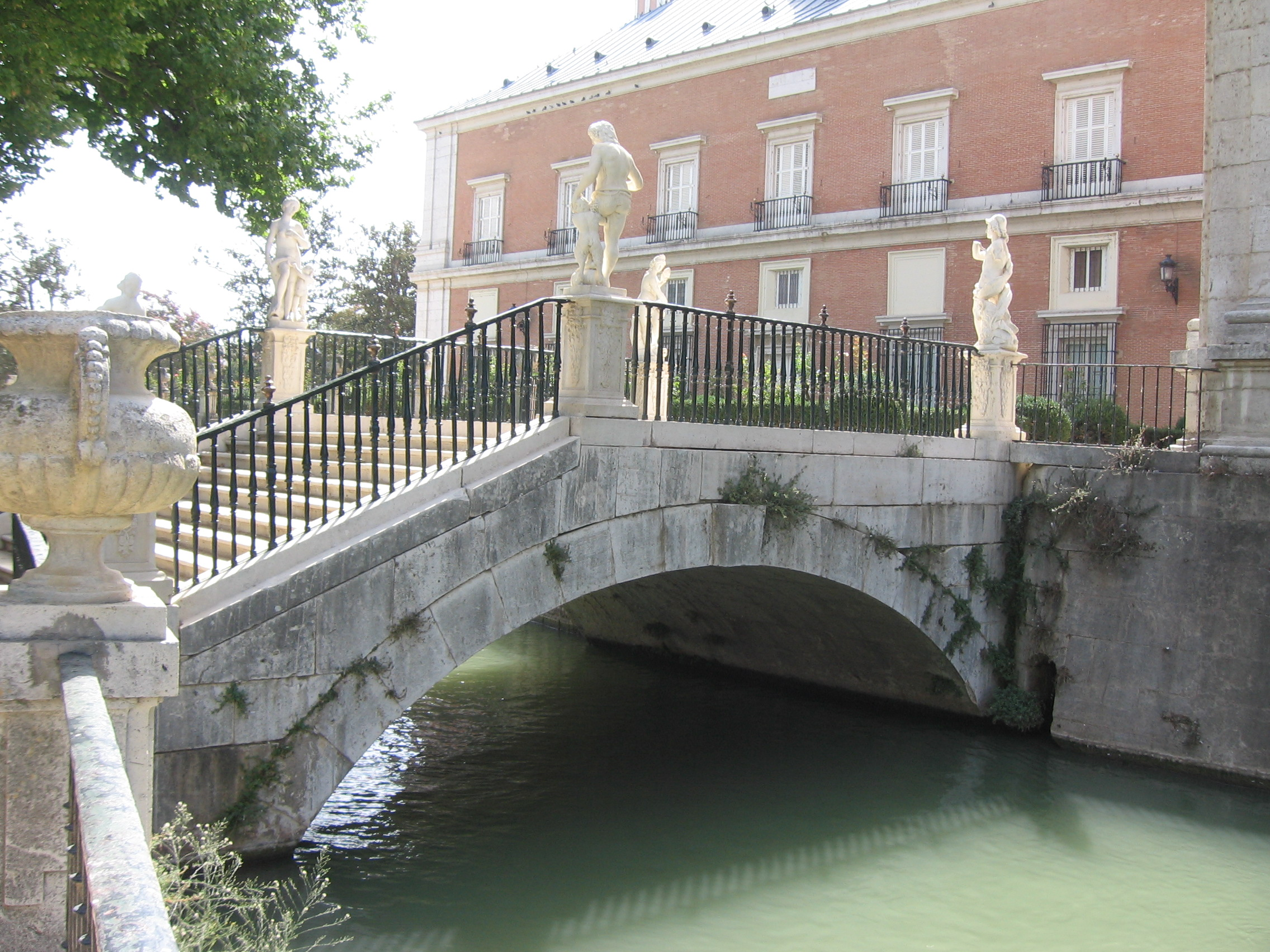
Vista general del puente

En el puente de la Escalinata, uno de los accesos al jardín, se encuentra un conjunto de seis esculturas, tres dioses y tres diosas; los primeros aparecen enfrentados a las diosas con quienes formaron pareja o tuvieron relaciones. La primera por la derecha, desde el palacio, es una Venus con una caracola en su mano izquierda y aparece acompañada por un delfín, atributos que reflejan su origen marino. Le sigue una Venus acompañada de un delfín y Cupido, que nació de su amor con Baco. Ya en la parte baja de la escalinata, una representación de Juno acompañada del pavo, uno de sus atributos. En el lado izquierdo, en primer lugar, una representación de Mercurio con sus atributos: el caduceo, el pétaso, las sandalias con alas y un carnero. Le sigue Baco, acompañado por un pequeño sátiro y un tonel, que aparece rodeado por racimos de uvas en su cintura. Por último, en la parte baja, Júpiter, acompañado de uno de sus atributos, el águila.

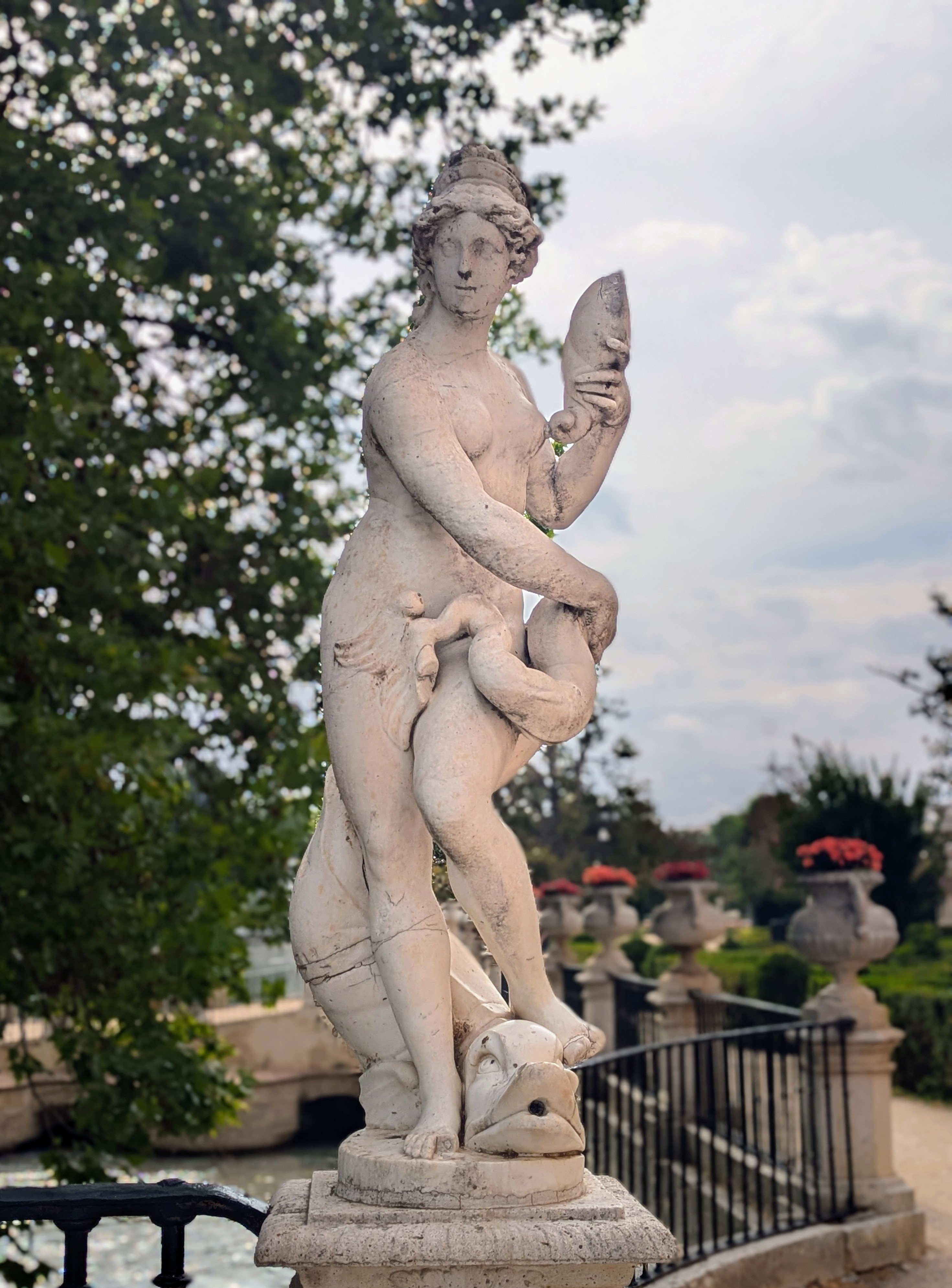
Venus con caracola
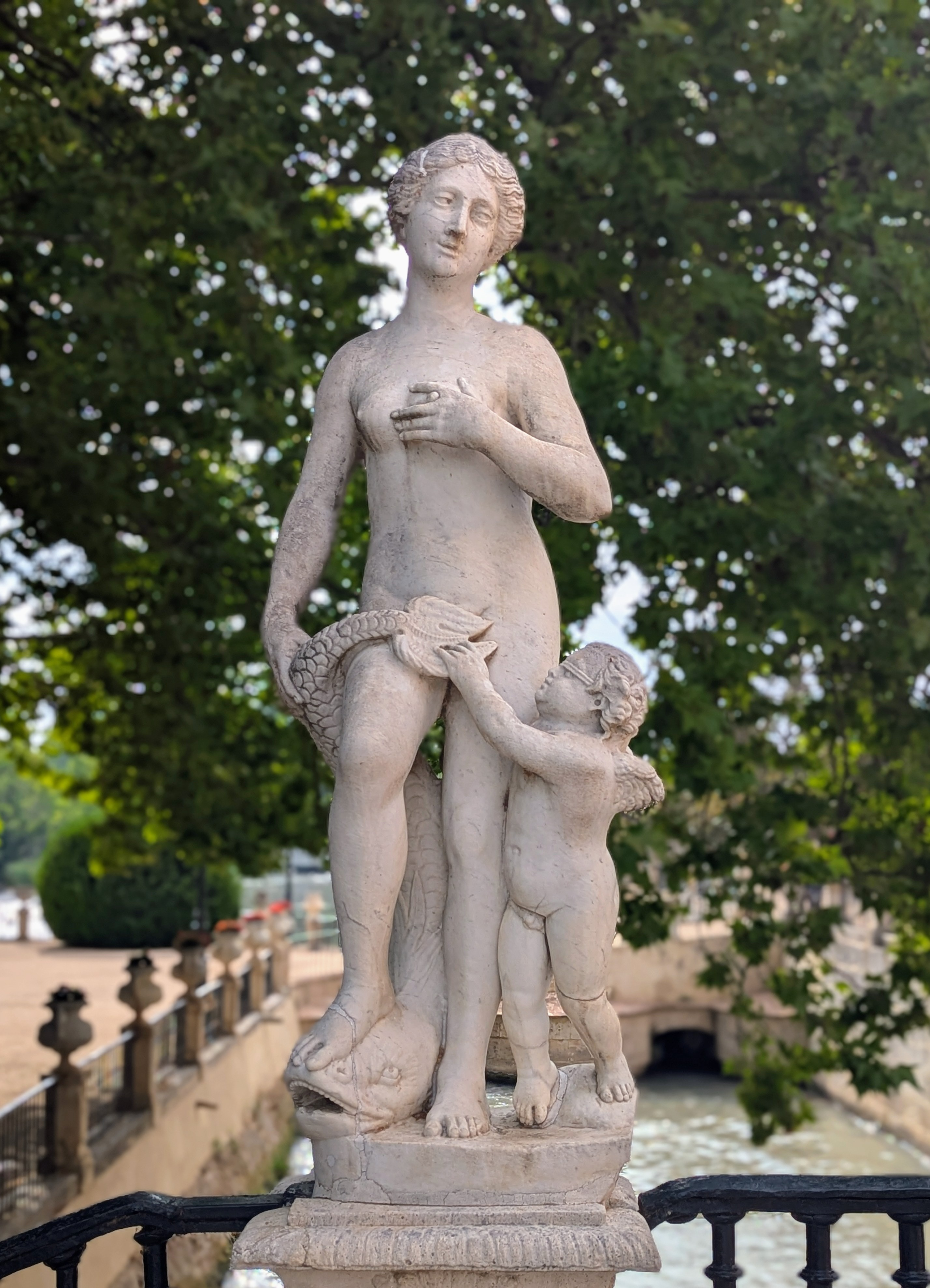
Venus y Cupido
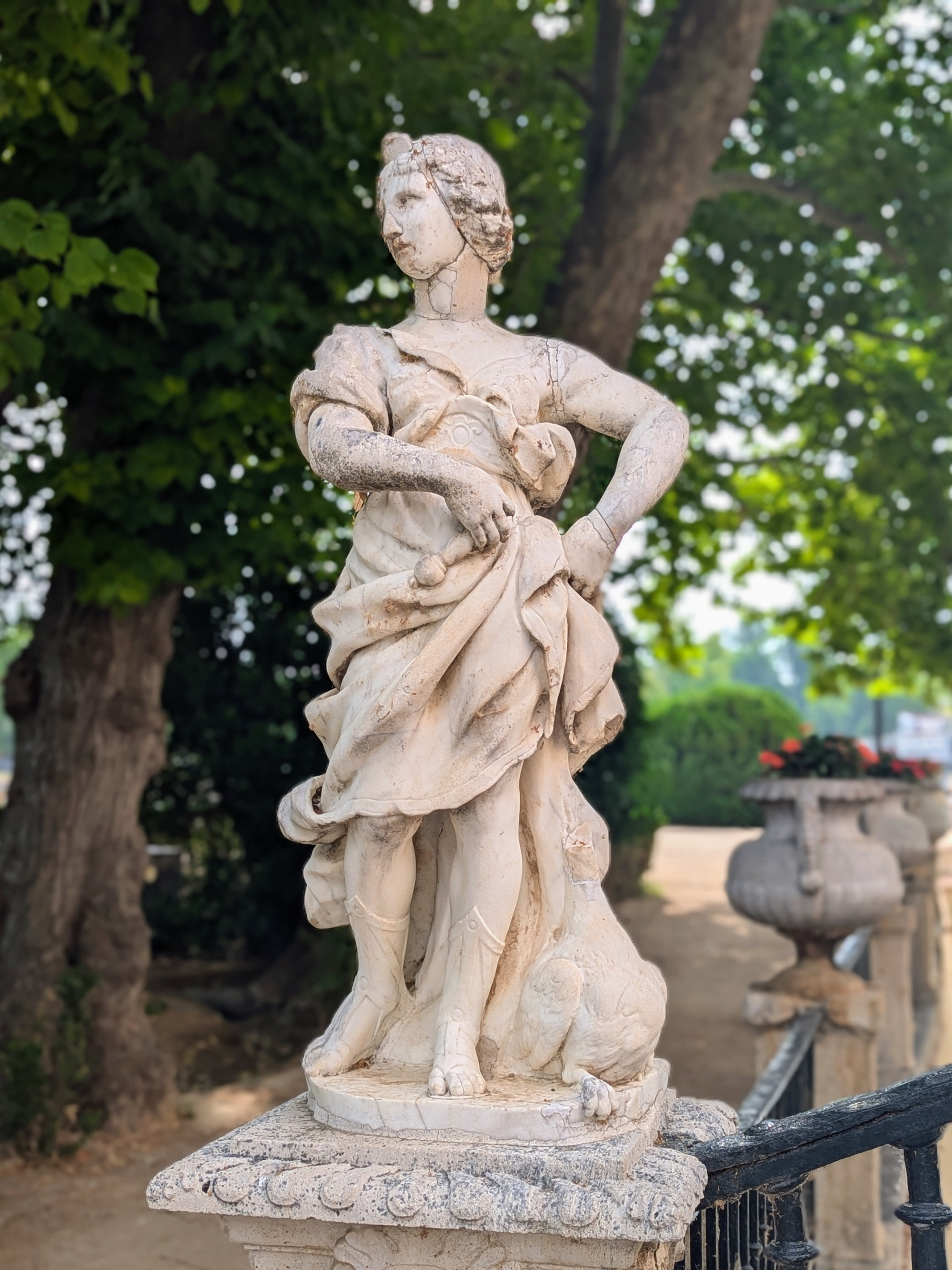
Juno
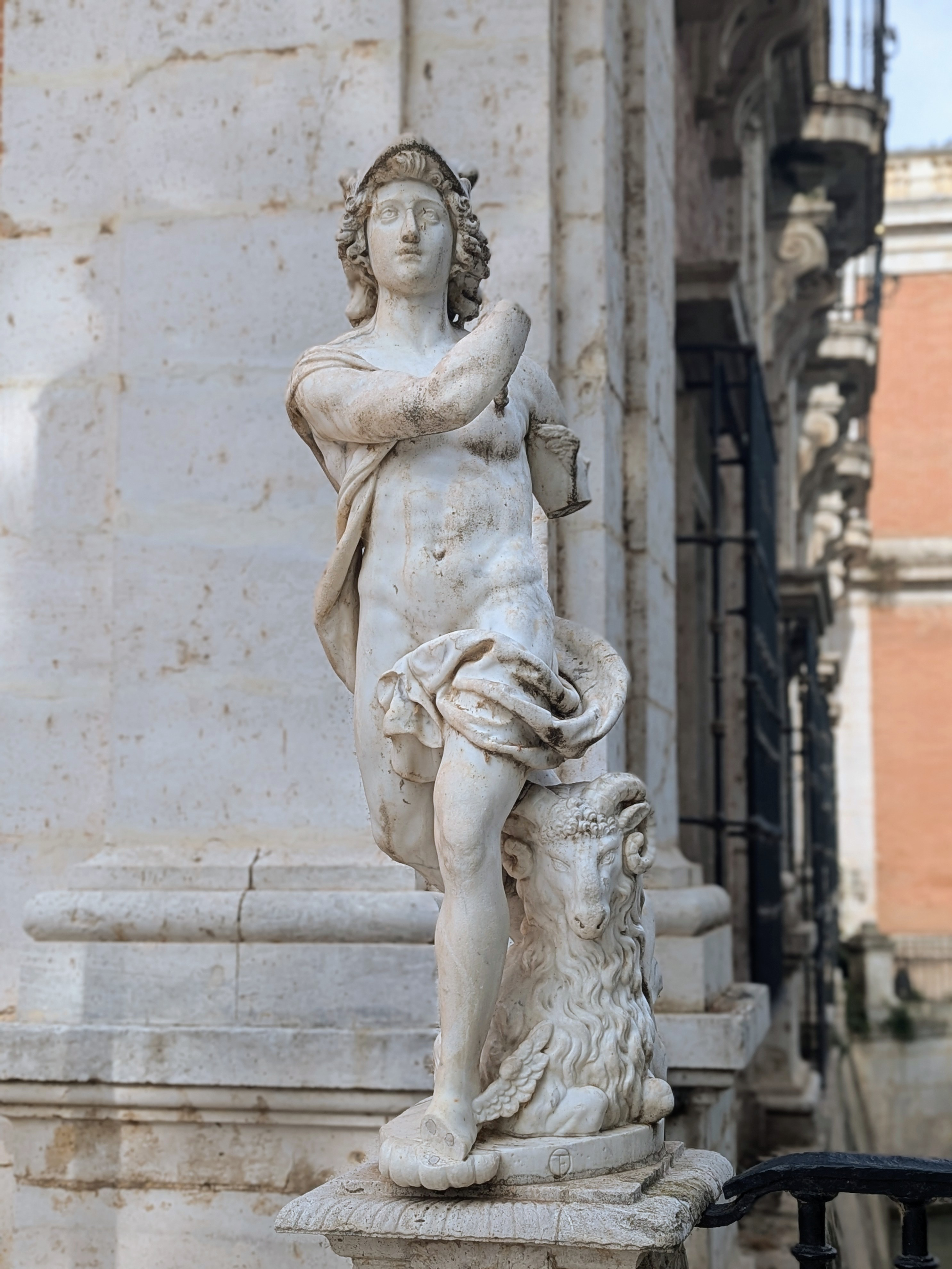
Mercurio
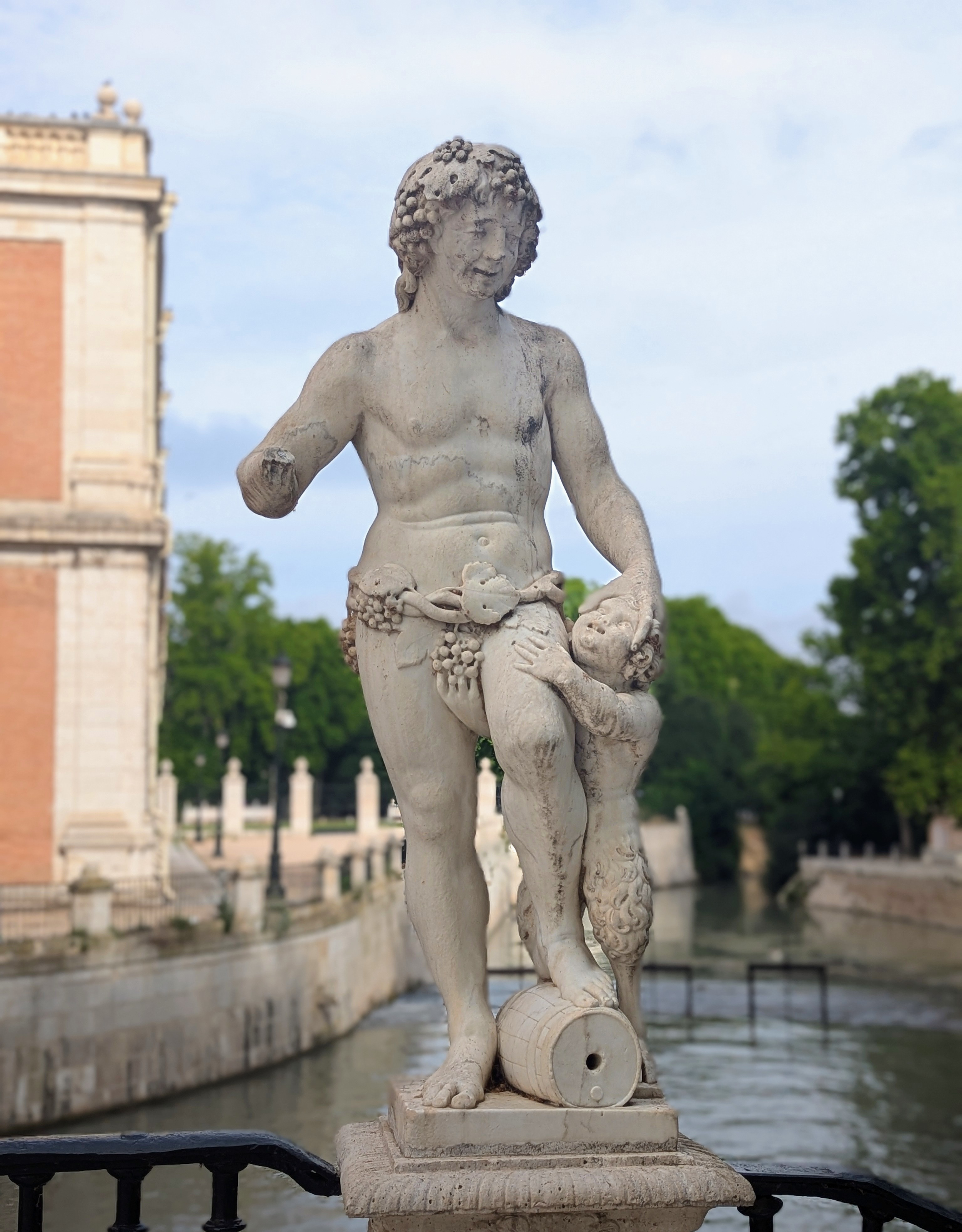
Baco
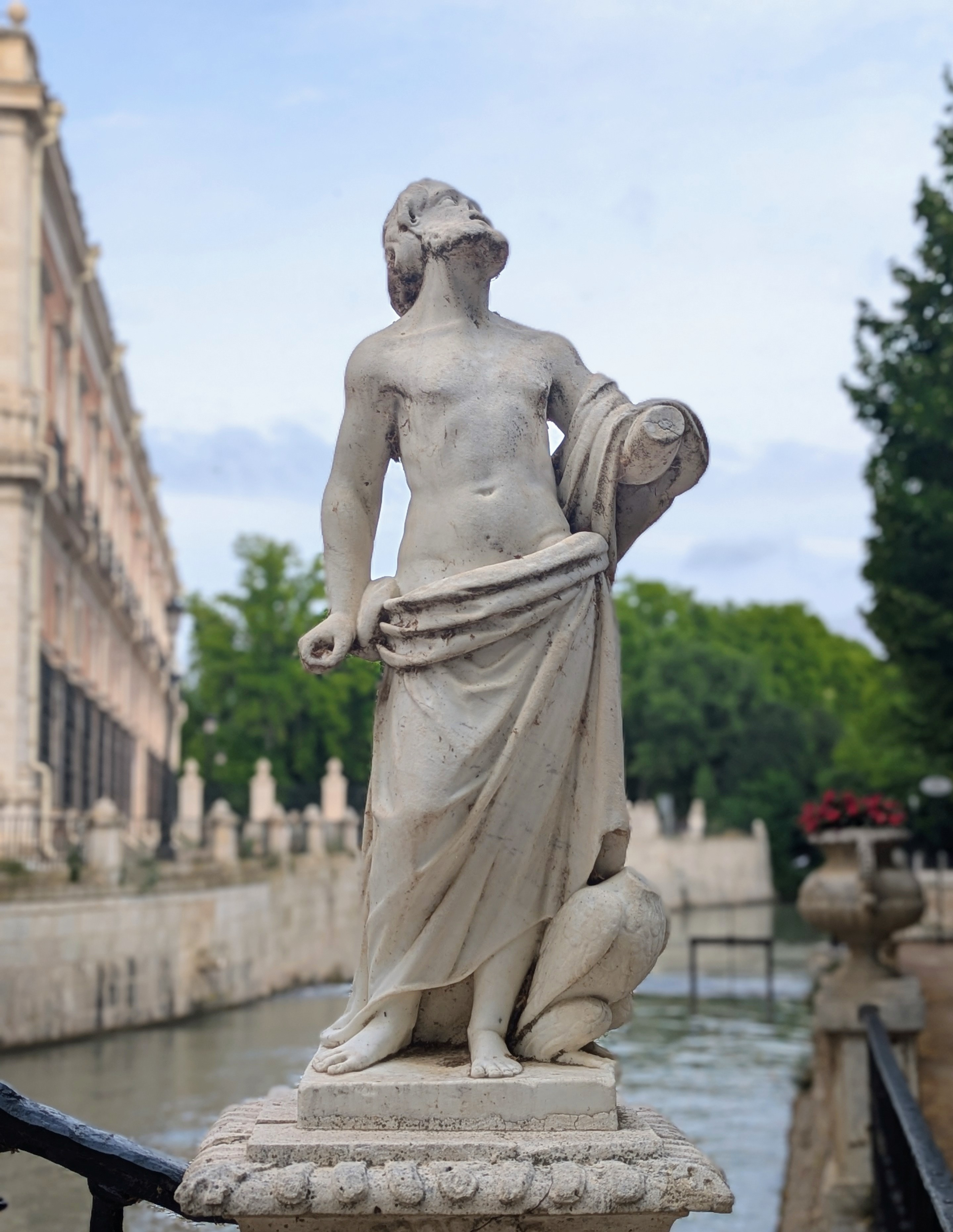
Júpiter

### Fuente de Hércules y la Hidra

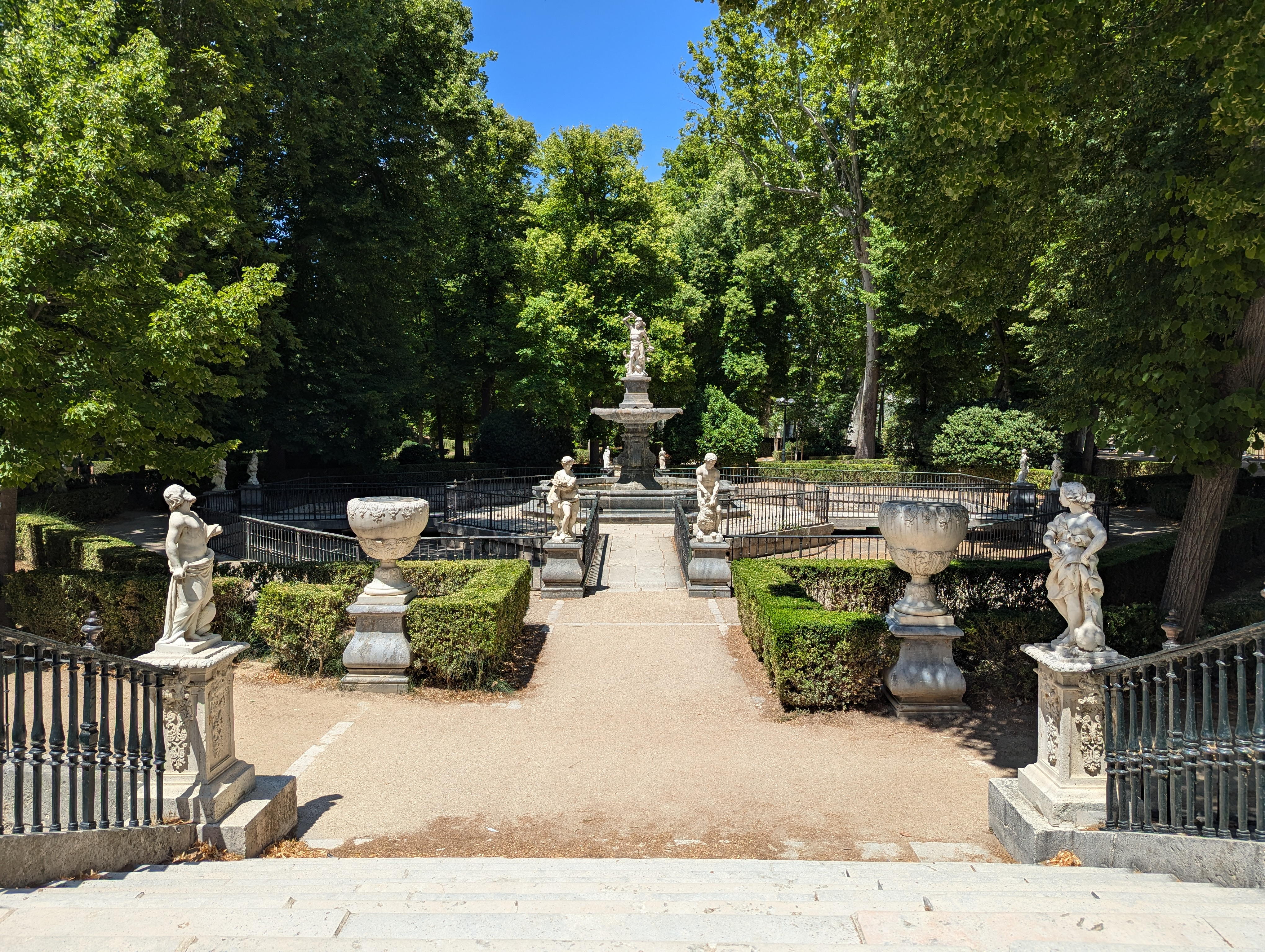
Vista general desde el puente de la Escalinata

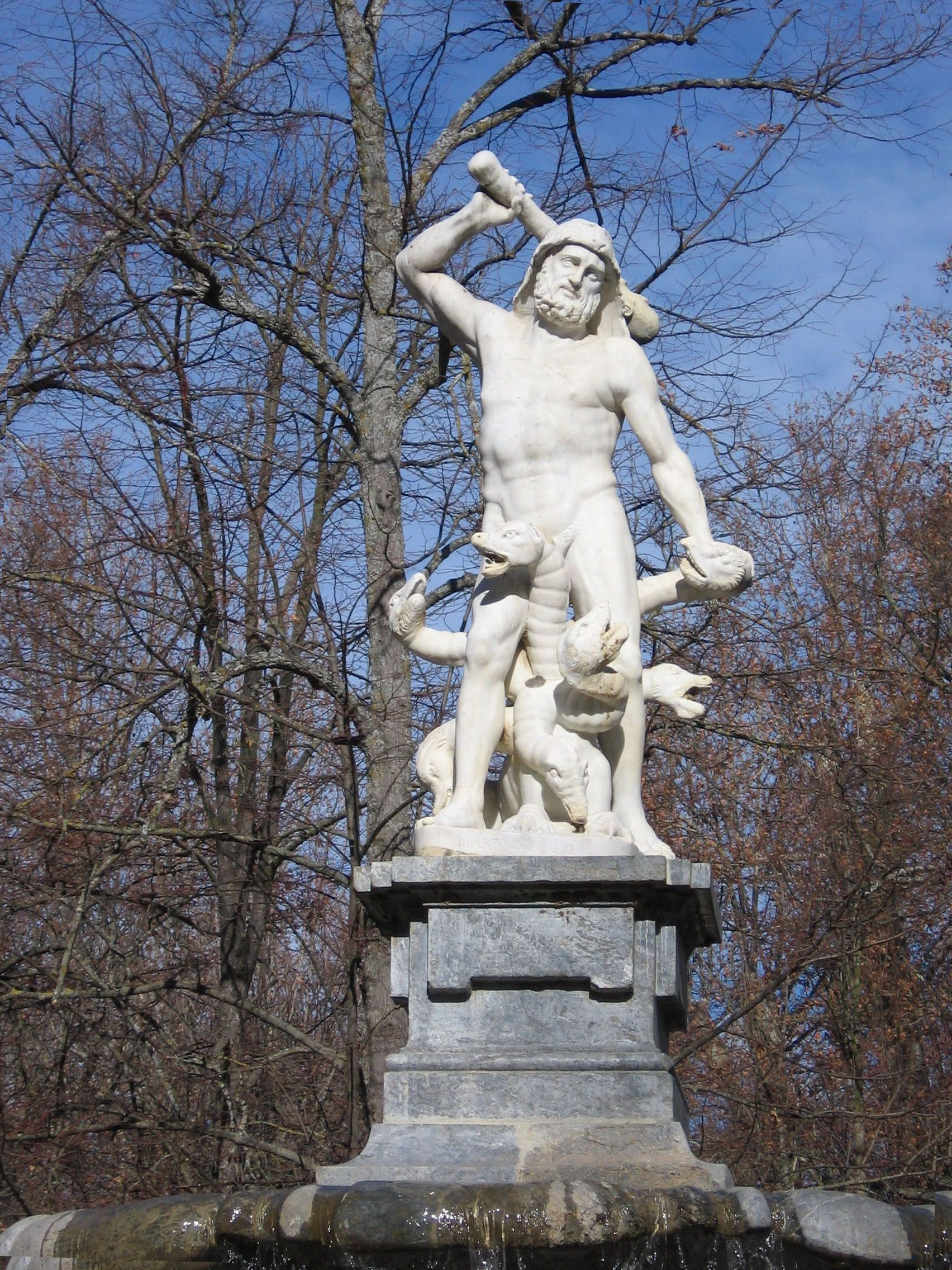
Hércules luchando con la hidra

A continuación del puente de la Escalinata se encuentra una plaza de planta octogonal. Esta cuenta con un estanque de igual forma cruzado por cuatro accesos; en el centro del mismo, un pilón de mármol en el que sobresale un pedestal, y sobre este se asienta la taza y la escultura central del conjunto —Hércules luchando con la Hidra—. Aparece firmada, en el pie de la propia escultura, por Martino Regio, que podría ser un seudónimo latinizado del escultor Juan Martínez Reina. Cada uno de los cuatro accesos al centro del conjunto aparece custodiado por dos esculturas; las ocho figuras se identifican, sin certeza plena, con Sansón y Diana, Sansón joven y Urano, Marte y Rea Silvia, y Siringa y Pan.

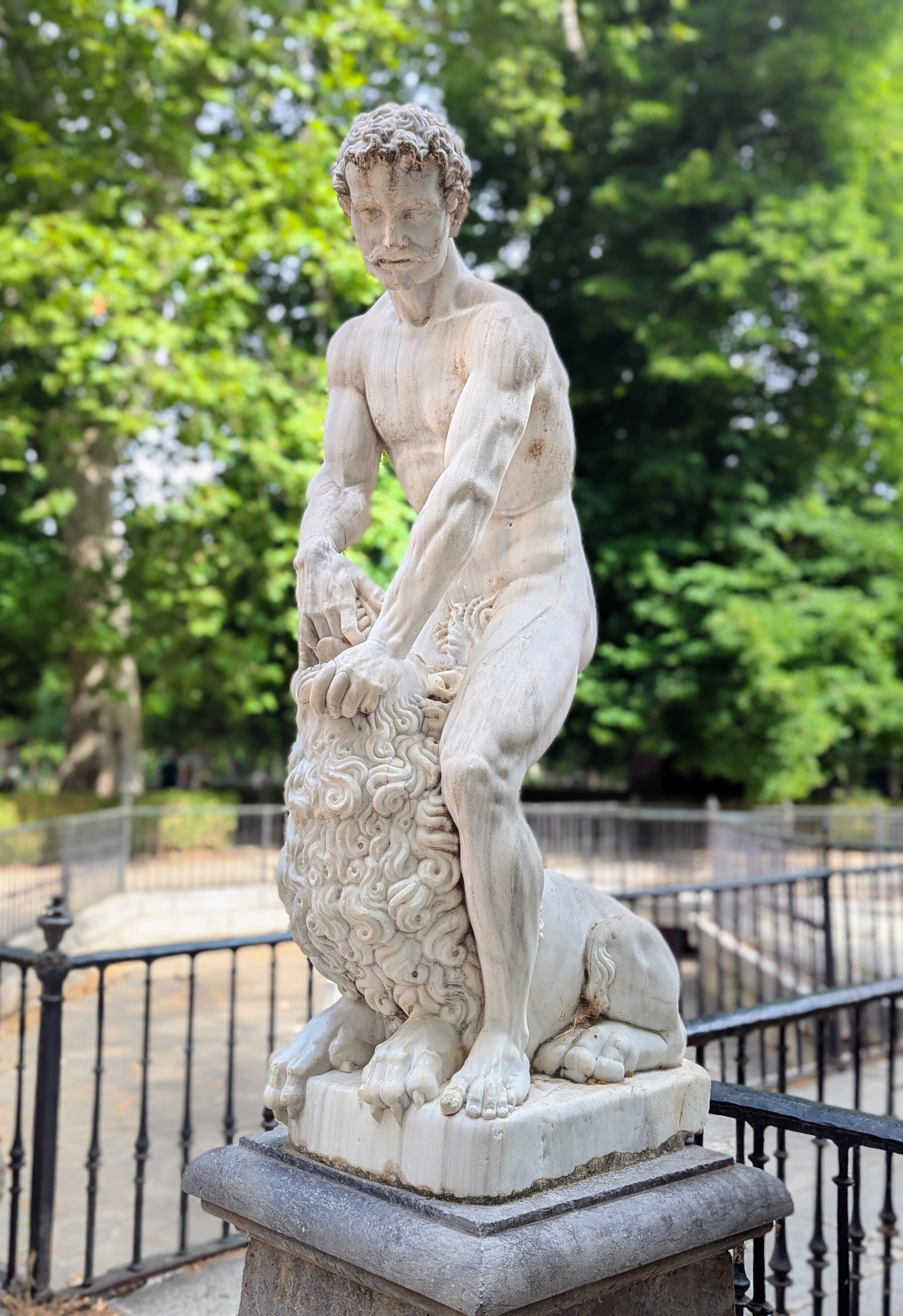
Sansón y león
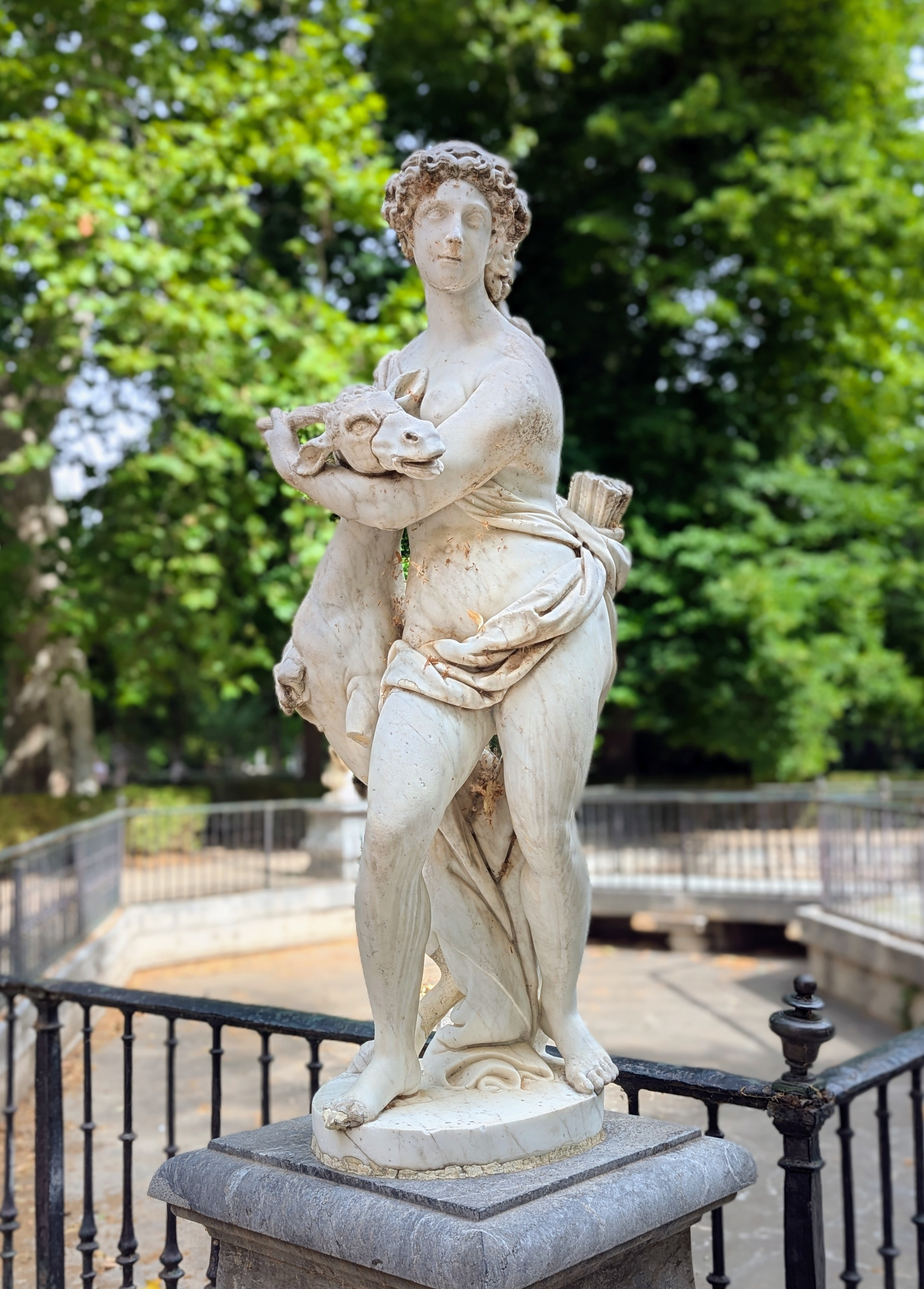
Diana
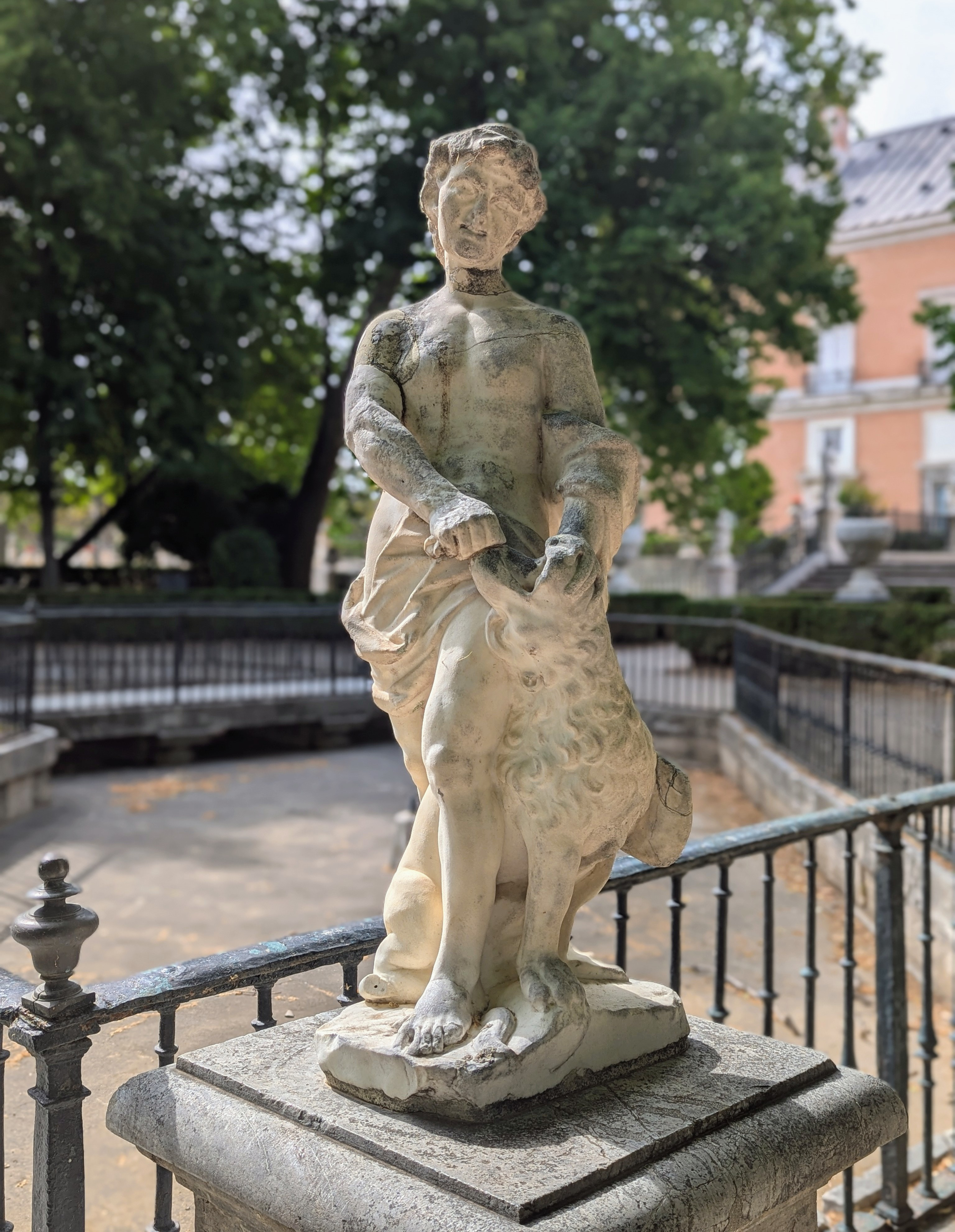
Sansón y león
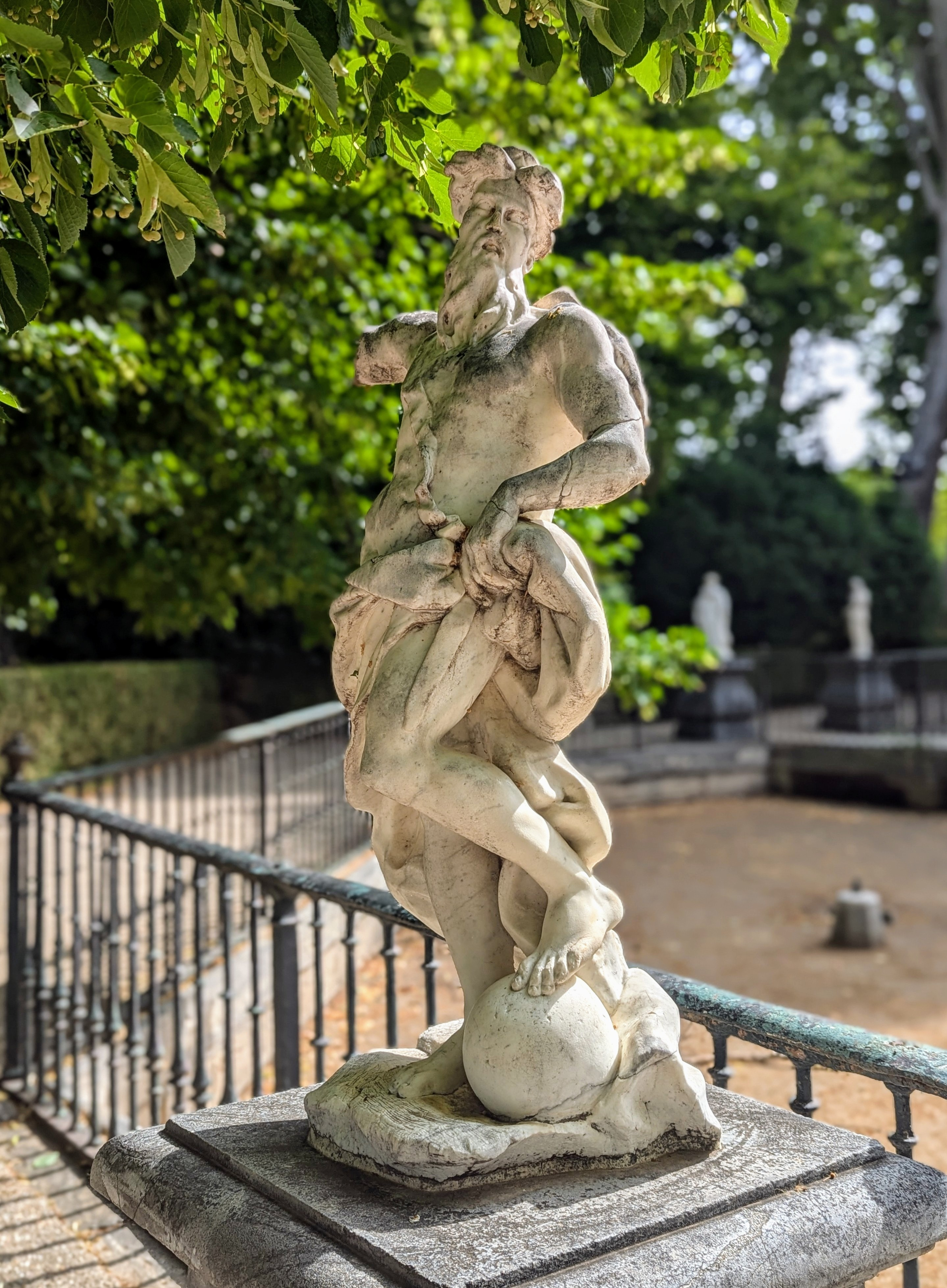
Urano
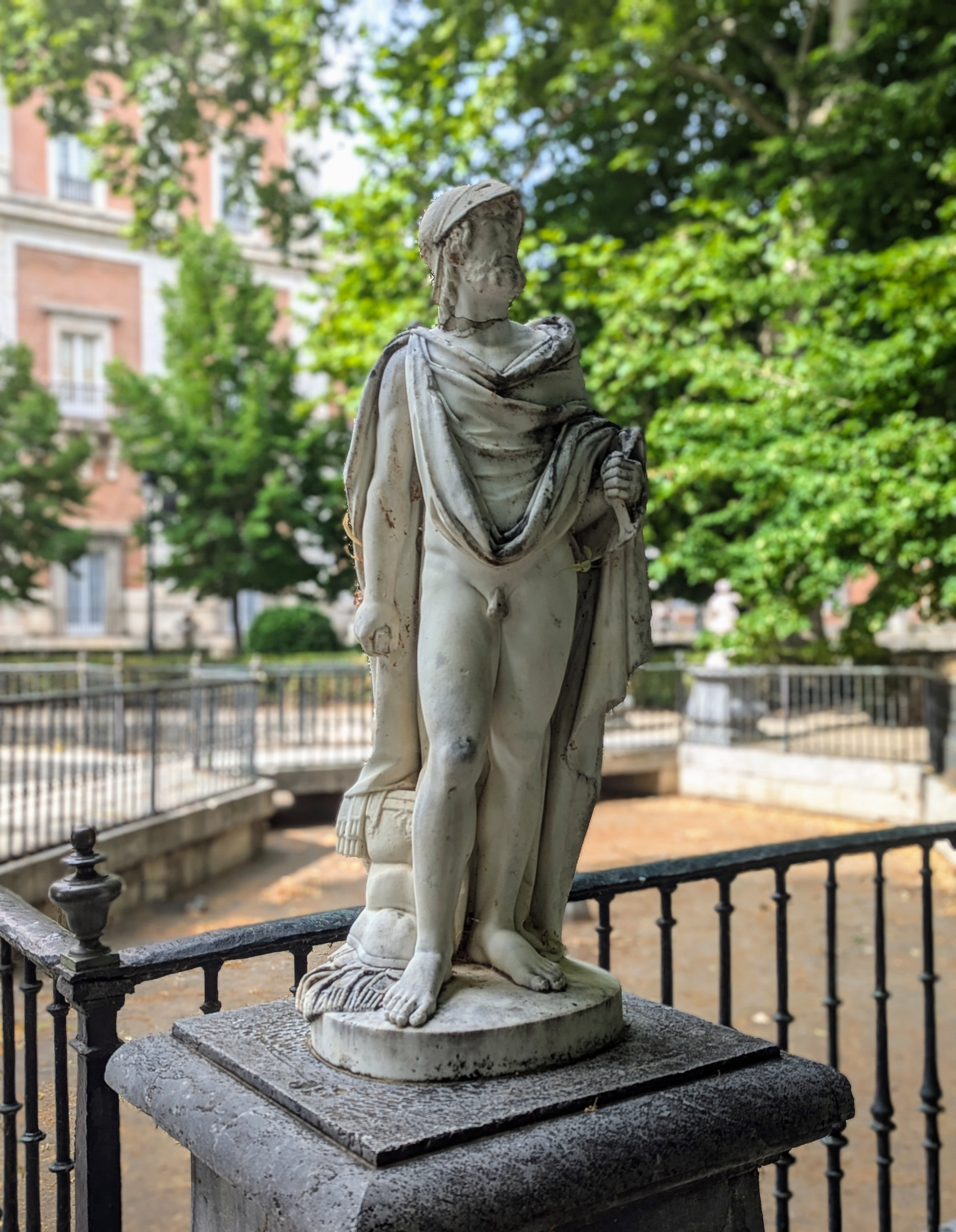
Marte
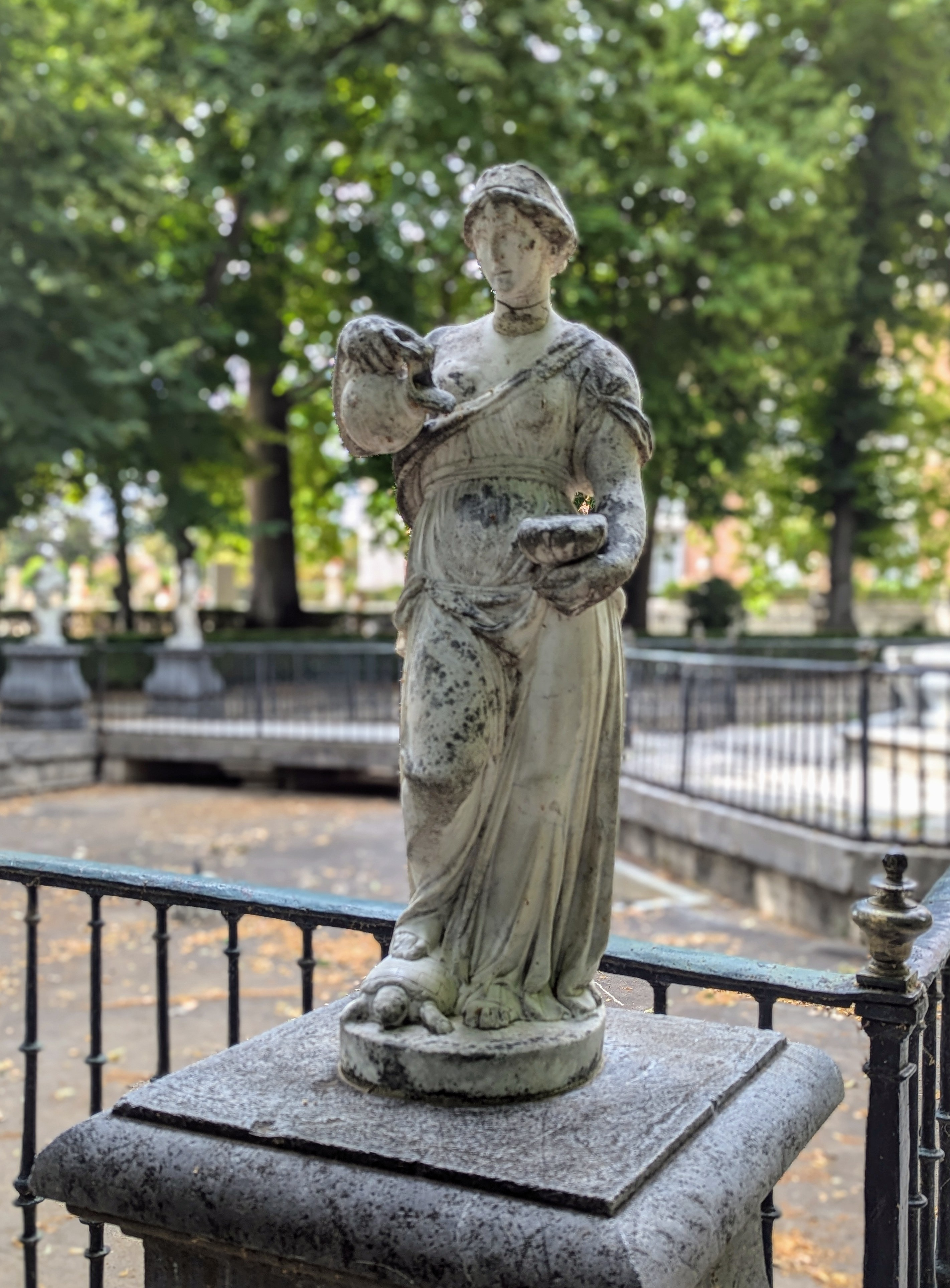
Rea Silvia
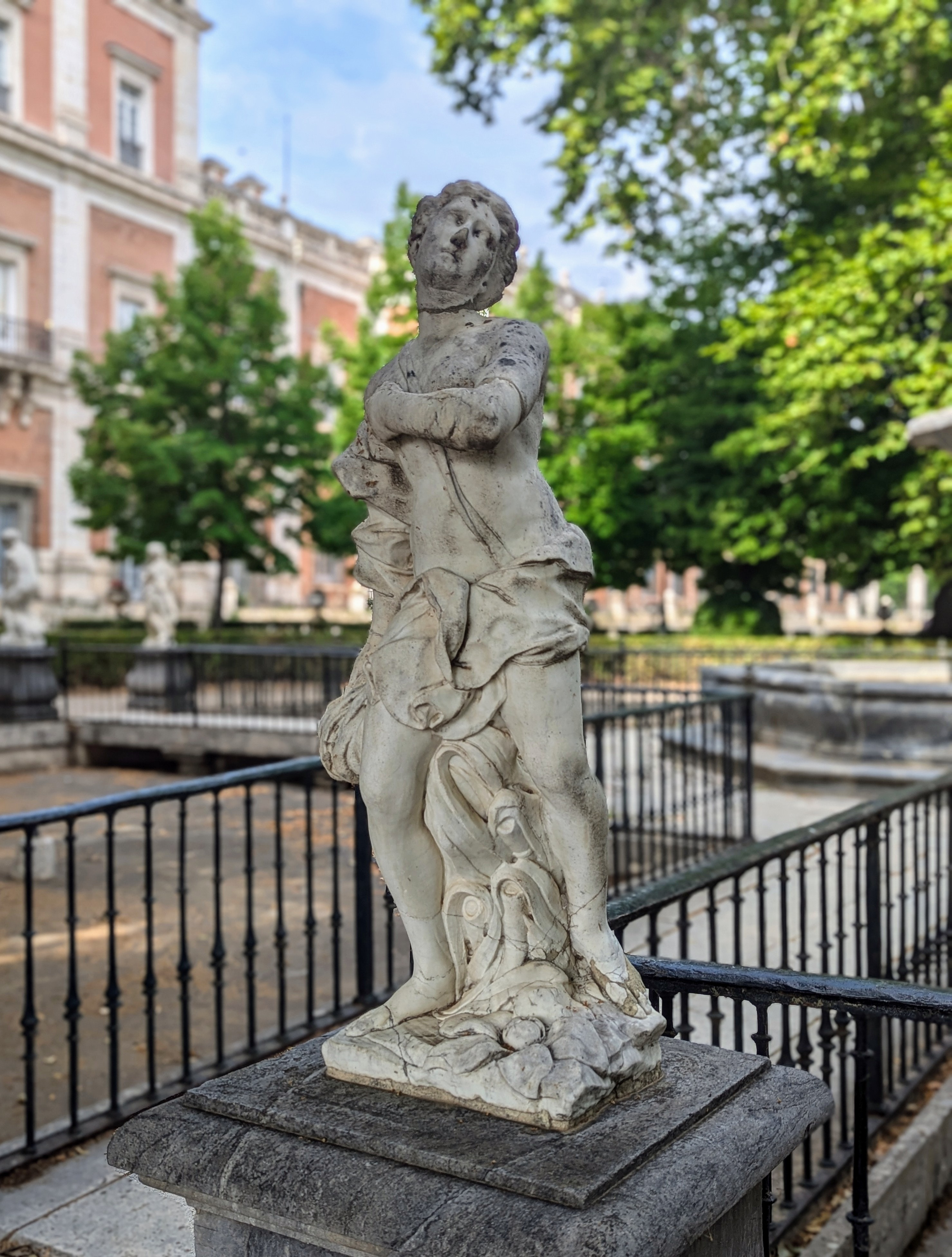
Siringa
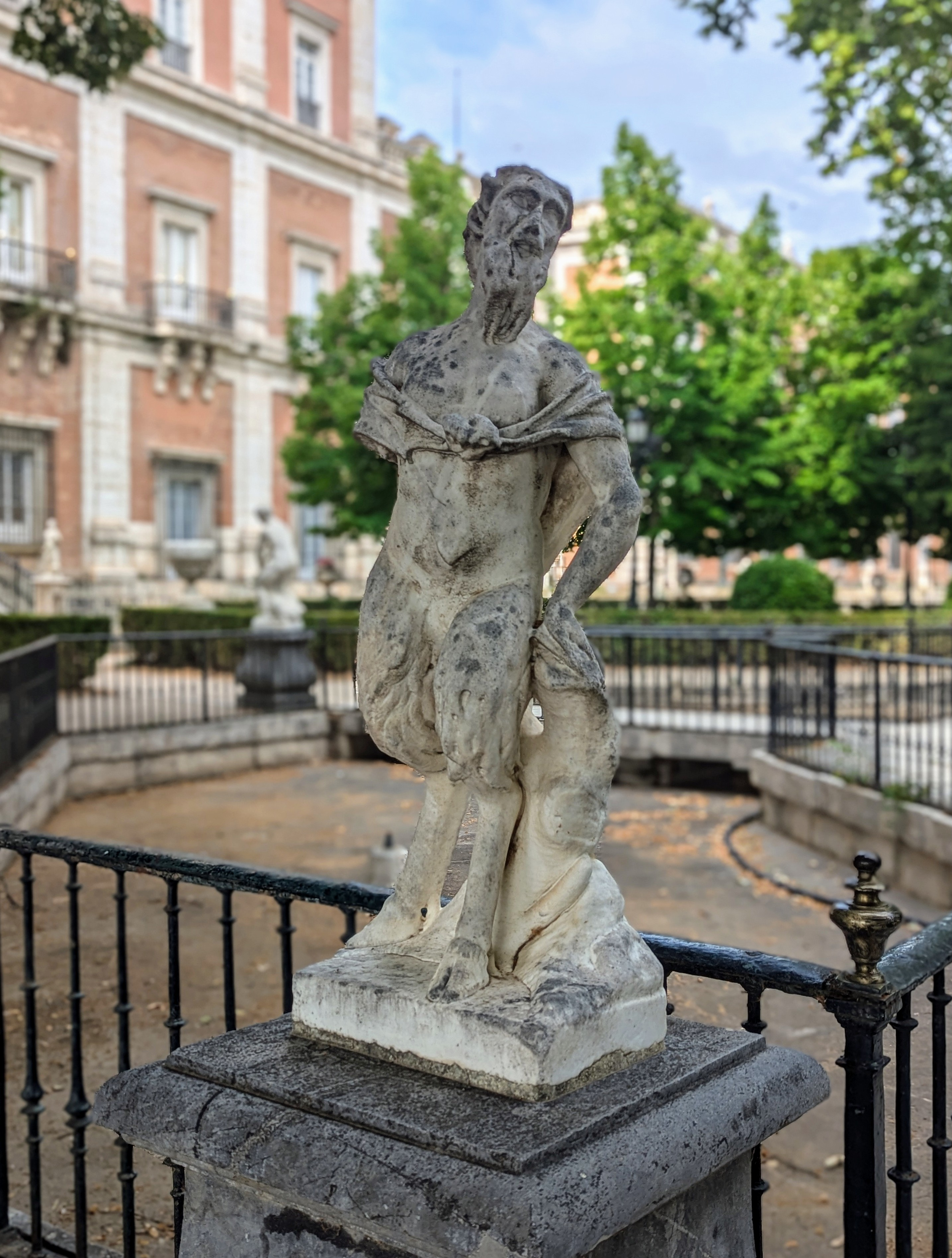
Pan

### Fuente de Vertumno

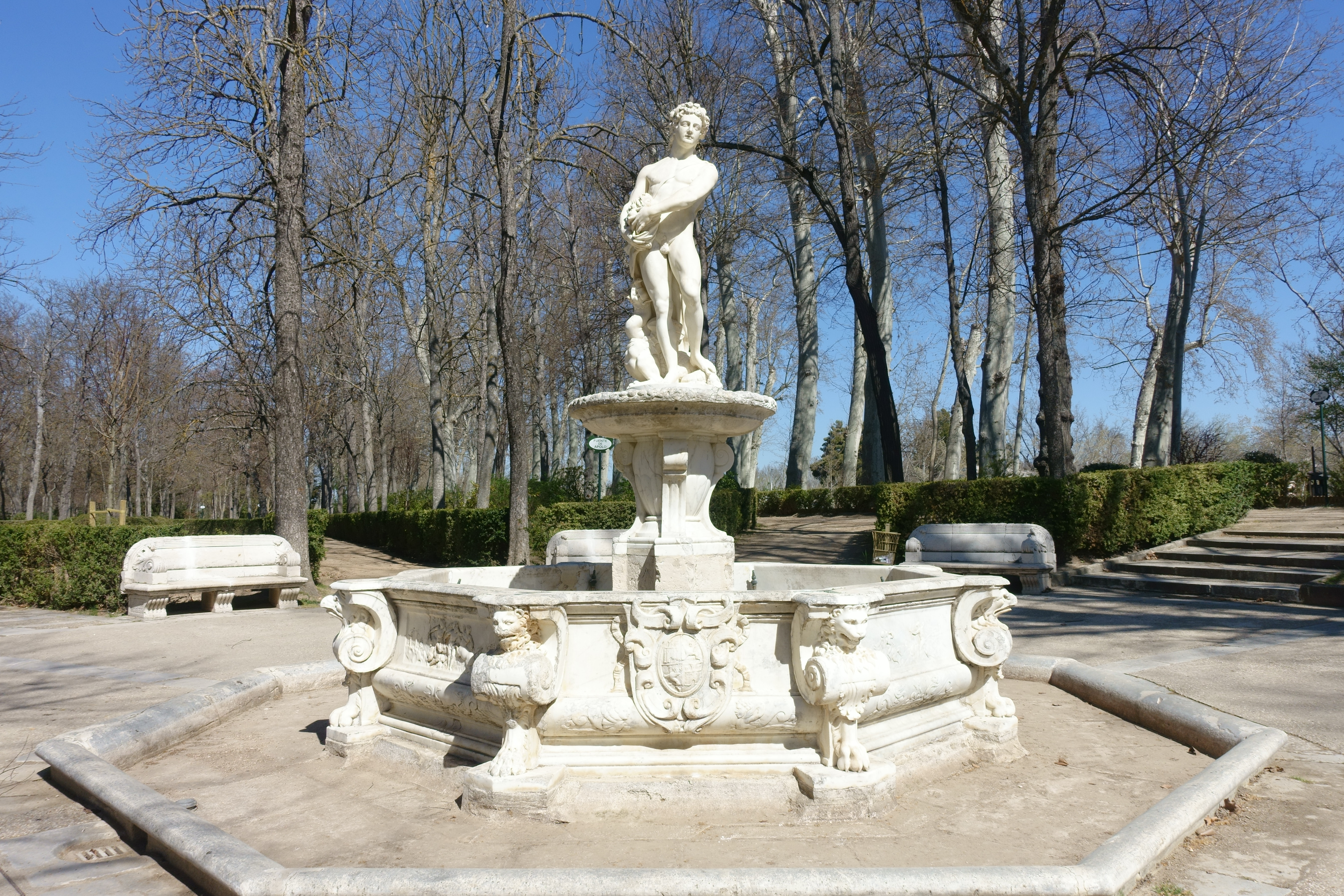
Fuente de Vertumno

Al comienzo del eje longitudinal del jardín está la conocida popularmente como fuente de Apolo, dedicada al dios Vertumno. Se atribuye al escultor Miguel Ángel Naccherino, discípulo de Juan de Bolonia. Presenta un pilón octogonal, ornamentado con bajorrelieves en los que se representan escenas de Hércules —luchando con el león de Nemea, matando a la Hidra, atacando a los centauros y dando muerte al centauro Neso—, cuatro escudos del reino de Castilla, cuatro leones y cuatro grifos. En el centro un pedestal en forma de jarrón y por encima la taza, decorada con frutas, sobre la que se asienta la figura del dios. Esta presenta dos de sus atributos, la guirnalda y un cesto con frutas, y aparece acompañada de un monstruo alado, con cabeza de reptil, cuerpo y patas de ave y cola de dragón, que estira el cuello pidiendo comida.

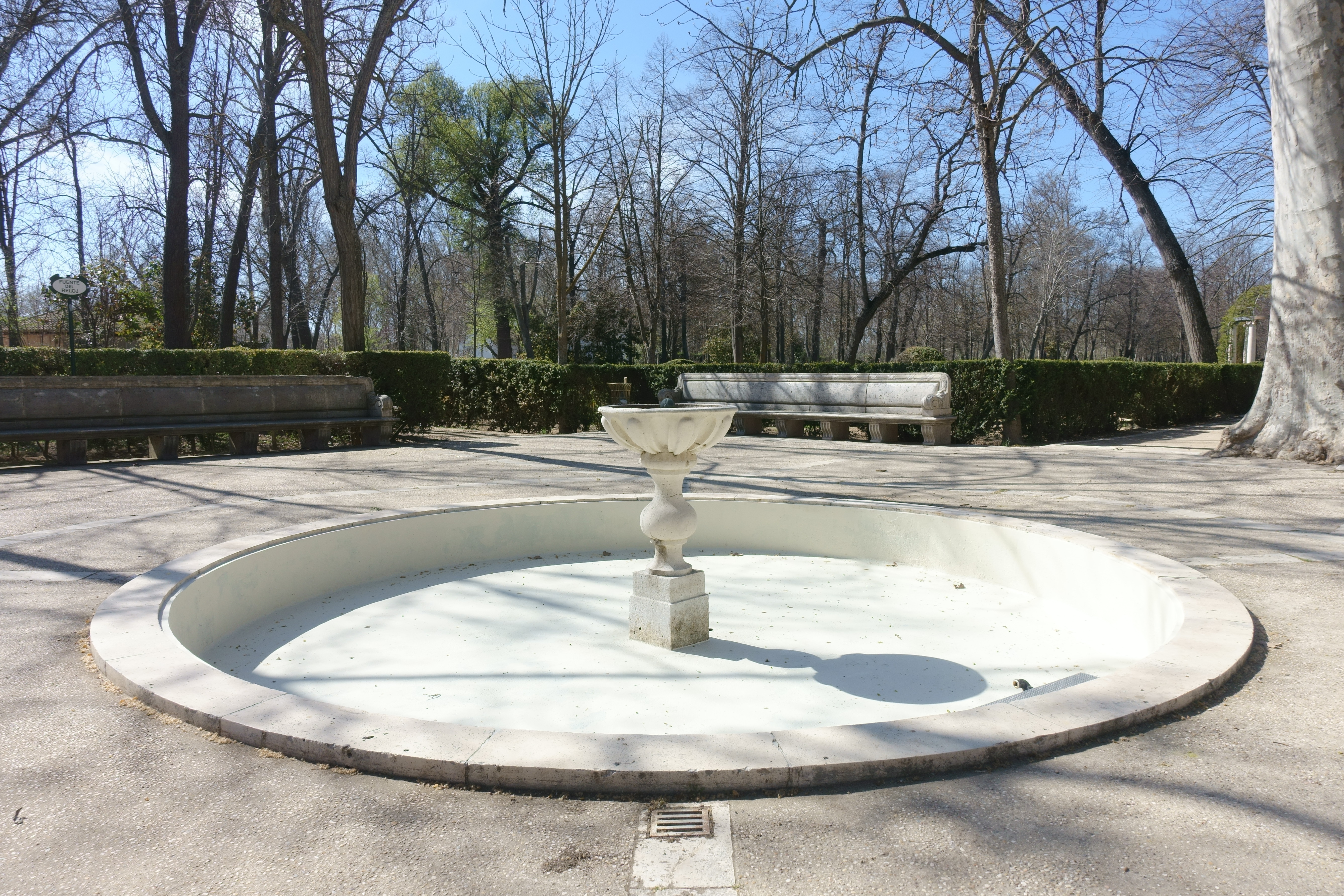
Fuente del Anillo

### Fuente del Anillo
También denominada del Reloj, se encuentra donde anteriormente se localizaba la fuente de Ganímedes. Está conformada por un estanque circular bajo, rodeado por un cerco en el que había grabados números romanos, y una taza sencilla. Existen distintas posturas acerca de su origen y significado; puede ser una fuente del siglo XVI, con la función de reloj solar, o bien es posterior, de principios del siglo XVIII, y aludiría al juego llamado anneau tournant, similar al existente en la Granja.

### Fuente de las Harpías
Fue realizada entre 1615 y 1618 según proyecto de Juan Fernández y Pedro de Garay. Consta de un pilón cuadrado, con cuatro columnas de orden corintio en sus esquinas. Sobre las columnas se sitúan unas harpías, que sueltan agua hacia la pieza central; en esta, sobre una taza abalaustrada, se encuentra la figura del Espinario. Esta escultura procede de un lote que el cardenal Giovanni Ricci de Montepulciano regaló a Felipe II en 1561 y se trata de una réplica en bronce, atribuida a Guglielmo della Porta, de la obra helenística del siglo I a. C.
En la plaza, además de este conjunto central, se encuentran cuatro nichos en las esquinas; erigidos en madera en 1594, se sustituyeron por otros diseñados por Sabatini y realizados en 1782. Están formados por cuatro columnas de mármol de orden dórico, en forma de exedra, y sobre ellas un cuarto de esfera de hierro. En la parte baja, tres pequeños bancos de piedra, y en el resto de la plaza otros ocho bancos, todos ellos diseñados por Sabatini. Antiguamente esta era la plaza de los Reinos porque a ambos lados del eje principal se dibujan, con setos de boj, escudos de los reinos de Aragón, Castilla, León y Navarra.

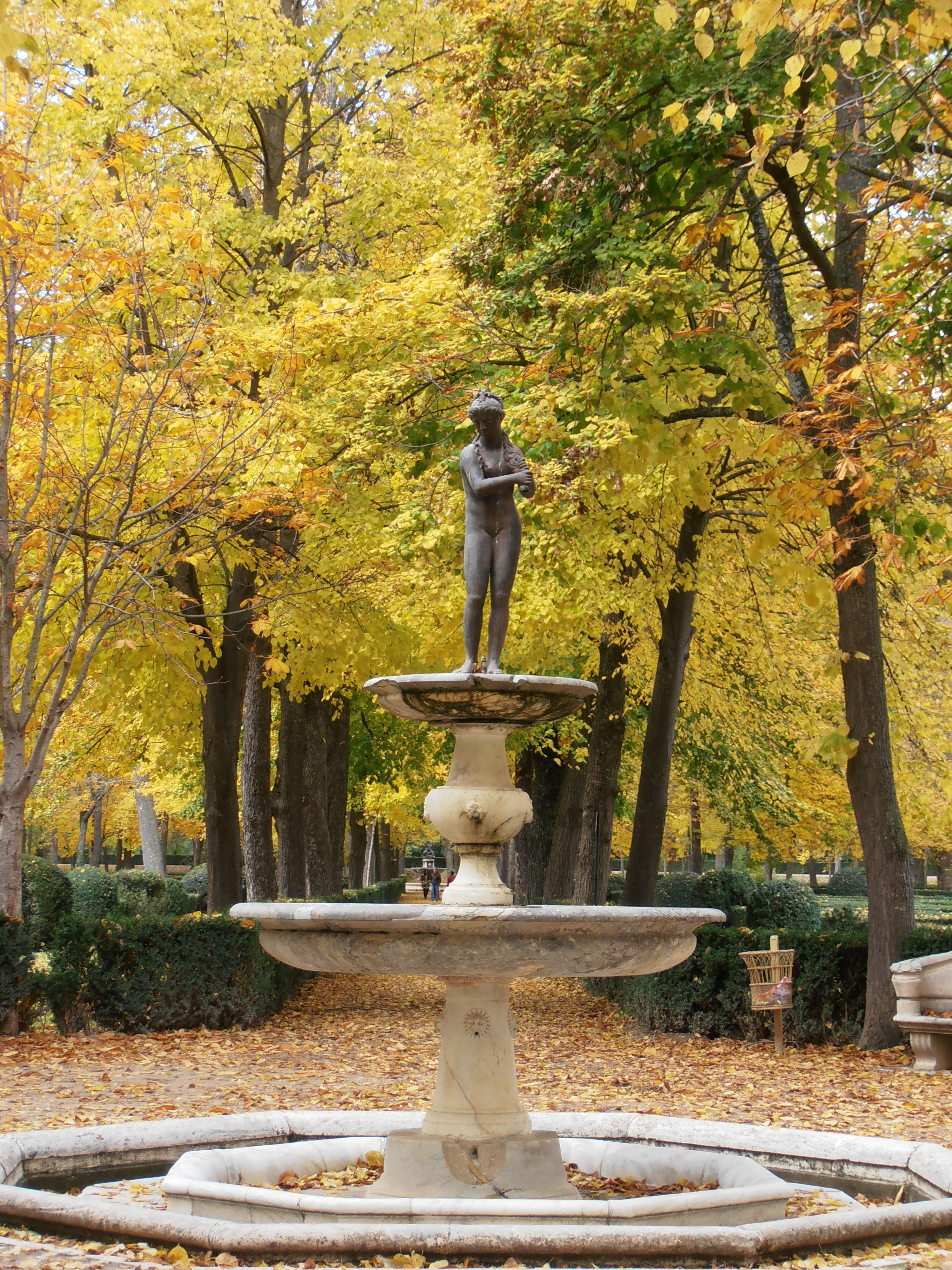
Fuente de Venus

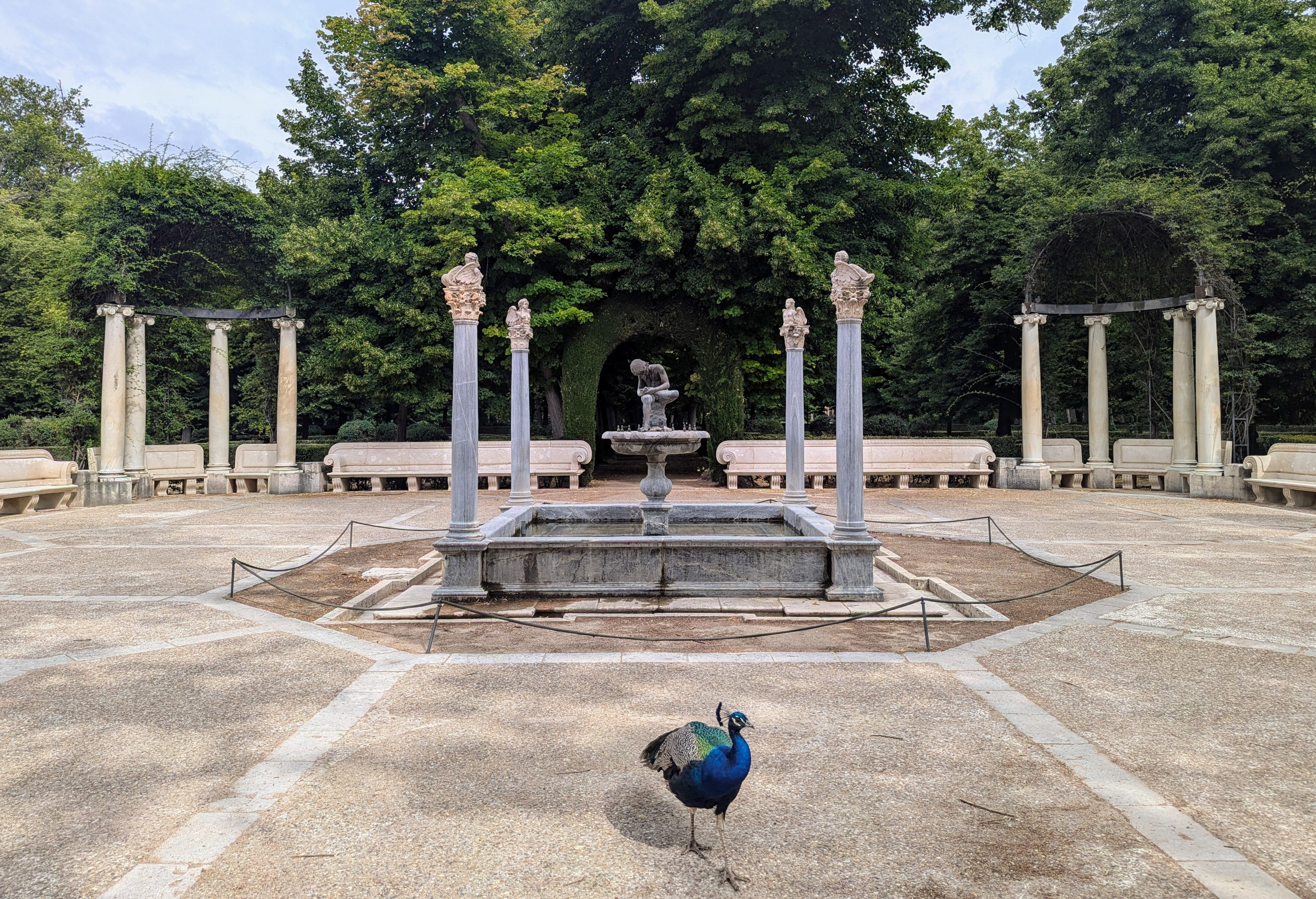
Vista general y ejemplar de Pavo cristatus
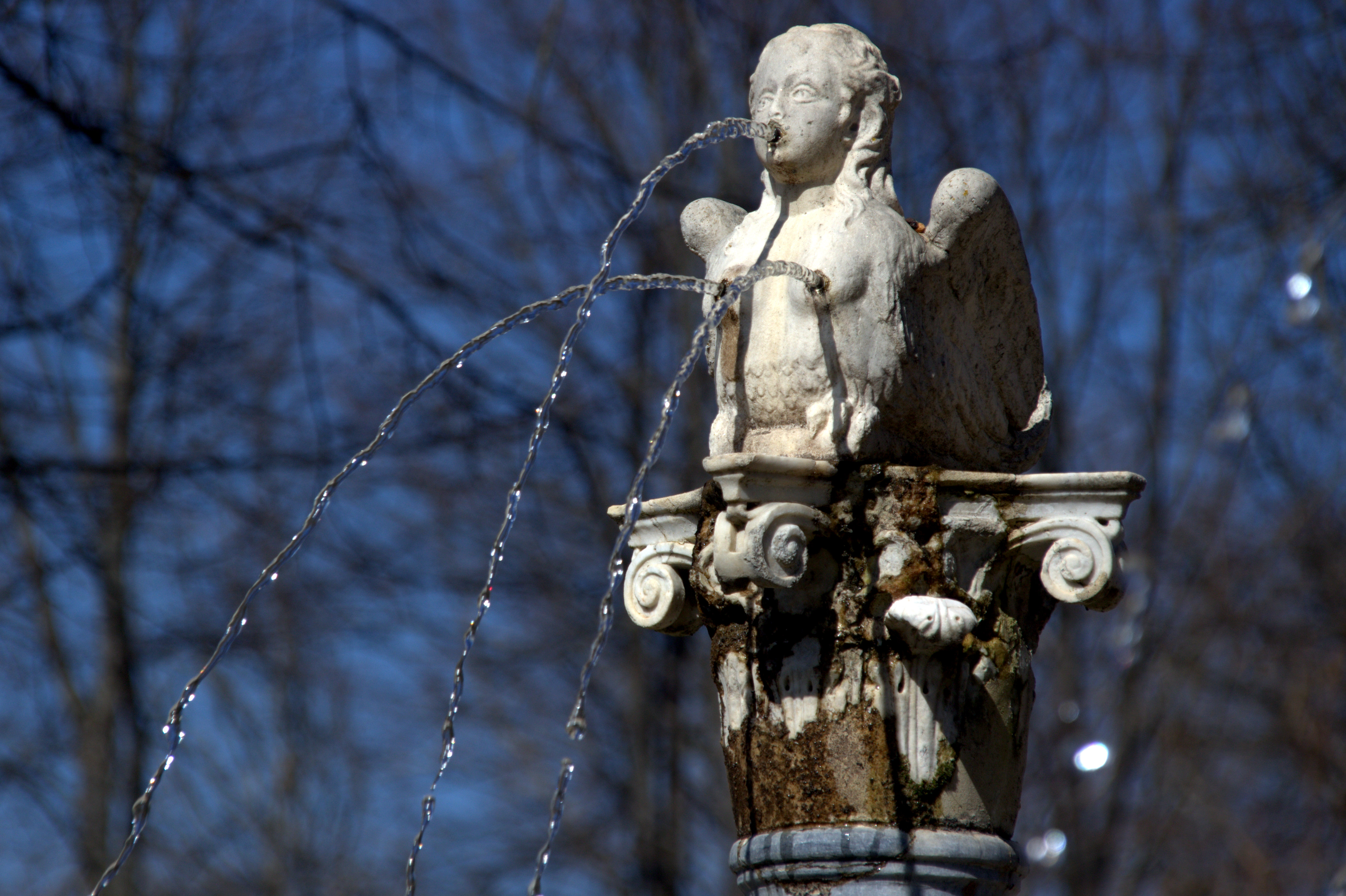
Detalle de una de las harpías
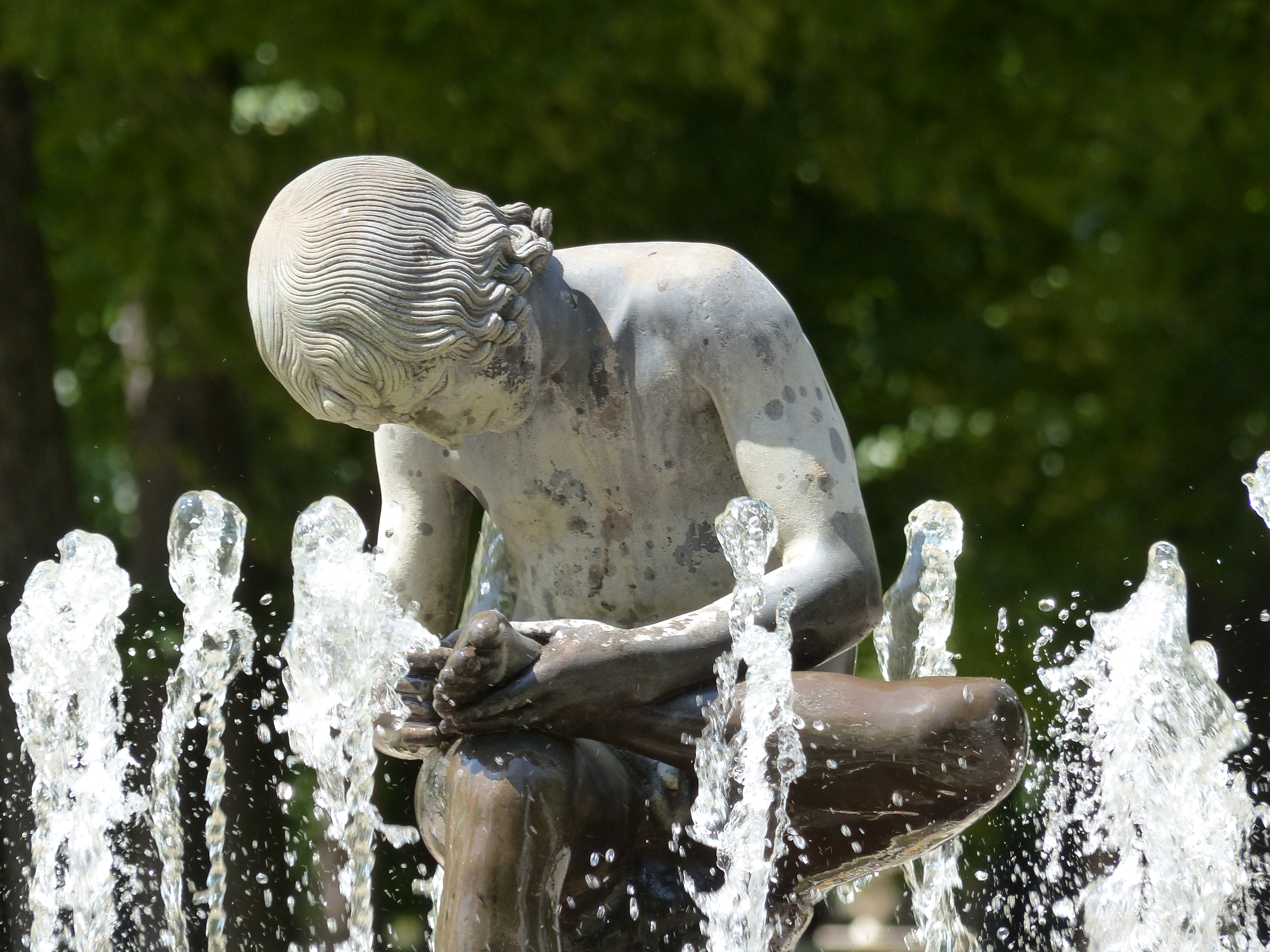
Detalle del Espinario
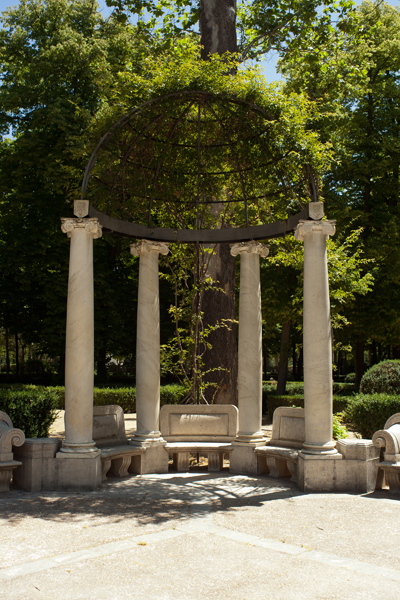
Una de las exedras

### Fuente de Venus
Consta de dos estanques octogonales concéntricos. En el centro arranca un pilar ochavado, que soporta una taza de gran tamaño; sobre esta otro soporte, en forma de balaustre, y por último una taza más pequeña. Por encima de esta, la figura de Venus, que aparece representada escurriendo sus cabellos con las manos. La fuente corresponde a la decoración inicial del jardín y, encargada en 1569, fue un regalo de García de Toledo a Felipe II. Sobre su autoría hay distintas posturas, y así se atribuye a Francisco Moschino (según Mª Dolores del Campo) o a Zanobi Lastricastri (según Boström).

### Fuente de Baco

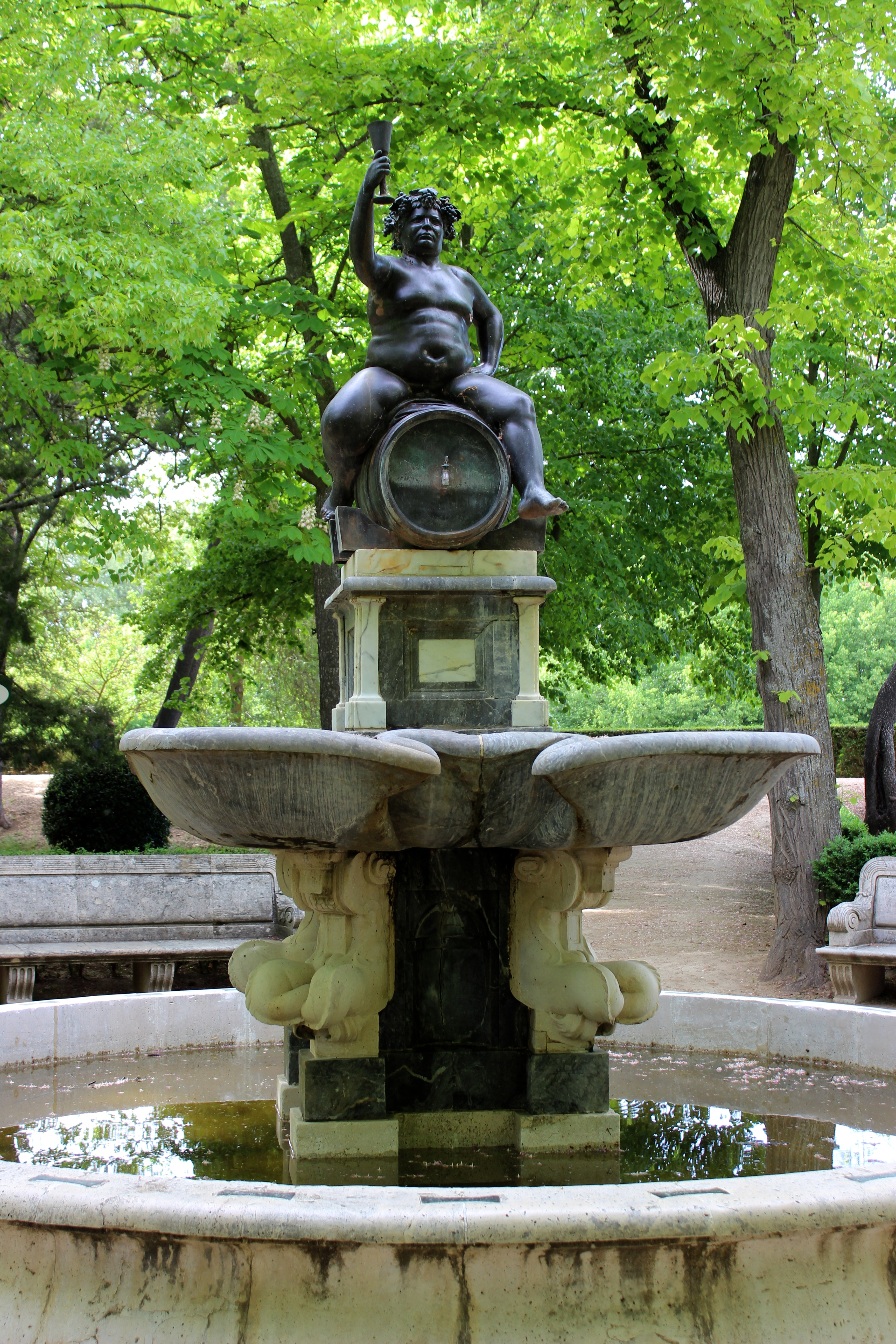
Fuente de Baco

Se encuentra en el centro de un gran pilón circular, obra de Bartolomé Zumbigo, y se compone de dos elementos. Por un lado el pedestal, realizado en mármol entre 1566 y 1570 por Juan de Bolonia, pertenece al grupo escultórico de Sansón y el filisteo. Formó parte del jardín de los Médici en Florencia y, desde principios del siglo XVII, del jardín de la Ribera en Valladolid; Felipe IV regaló la escultura principal a Carlos I de Inglaterra, motivo por el cual se encuentra en el Museo de Victoria y Alberto de Londres, mientras que el pedestal se trasladó a Aranjuez. Consta de una pieza central cuadrada, con cuatro sirenas en las esquinas que, a modo de cariátides, parecen sostener la taza polilobulada. Sobre esta, una basa cuadrada sobre la que se apoya la escultura. Por otro lado, la figura de Baco. Fue realizada hacia 1563-64 por Jacobo Jongelinck y forma parte de un conjunto de ocho esculturas enviadas a Felipe IV. Representa al dios Baco anciano, gordo, sentado a horcajadas sobre un tonel y brindando con copa en alto.

### Fuente de Neptuno
De acuerdo con la inscripción en su pedestal, fue mandada realizar en 1621 por Felipe III. Originalmente contaba con el grupo del Rapto de Ganimedes y estaba donde luego se ubicaría la fuente del Anillo, pero en 1662 fue reubicada por Felipe IV, sustituyendo el grupo original por el de Neptuno y añadiendo seis esculturas más: Neptuno, Ceres o Cibeles y Juno estaban repetidas y la séptima era Júpiter, todas ellas obra de Alessandro Algardi. A principios del siglo XIX se redujo la duplicidad de Juno y Neptuno y posteriormente se eliminaron las estatuas de Juno y Júpiter, por lo que únicamente restan Neptuno y Ceres o Cibeles duplicada.
El grupo de Neptuno presenta al dios sobre su carro acompañado de Anfitrite, que le ofrece una corona de laurel, de Glauco y Palemón, que llevan las riendas de los caballos marinos, de un tritón, una concha marina y el tridente, ya desaparecido. Por su parte, los otros dos conjuntos aúnan los atributos de las diosas Ceres y Cibeles en una sola figura; así, de Cibeles presenta a la diosa sobre un carro tirado por leones, estos guiados por dos geniecillos, en su mano derecha una pandereta y se ciñe con una diadema con forma de torre. De Ceres porta un puñado de espigas en su mano izquierda y un geniecillo le ofrece una gavilla con las primicias de la cosecha.

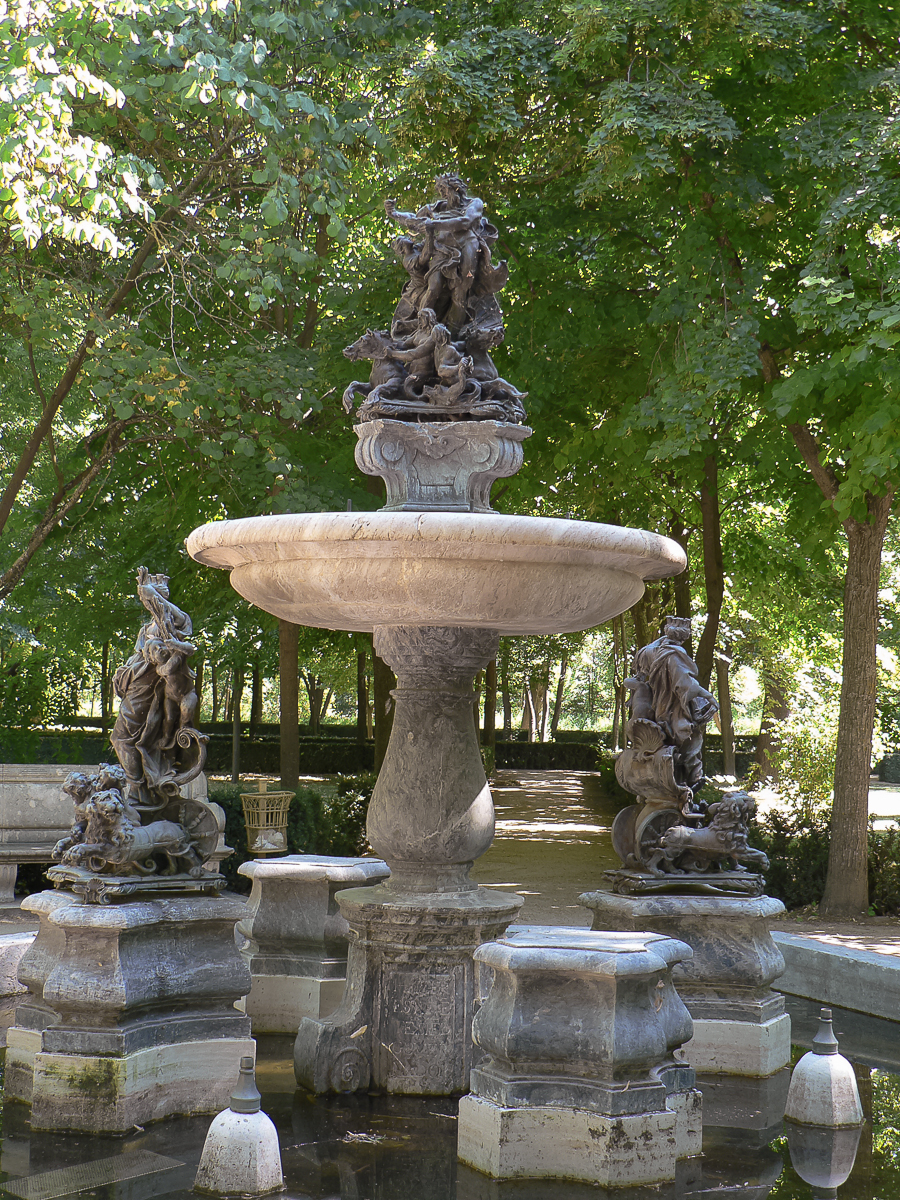
Vista general
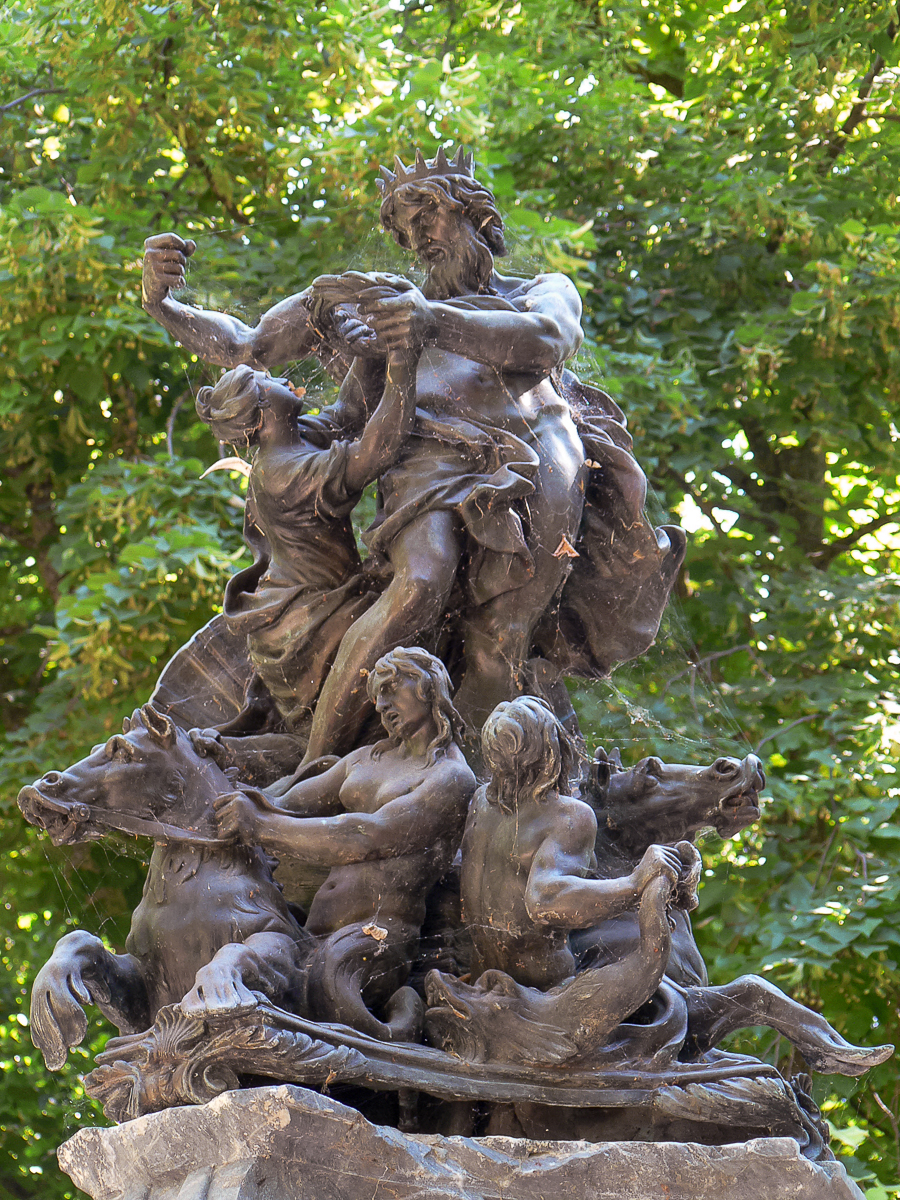
Neptuno
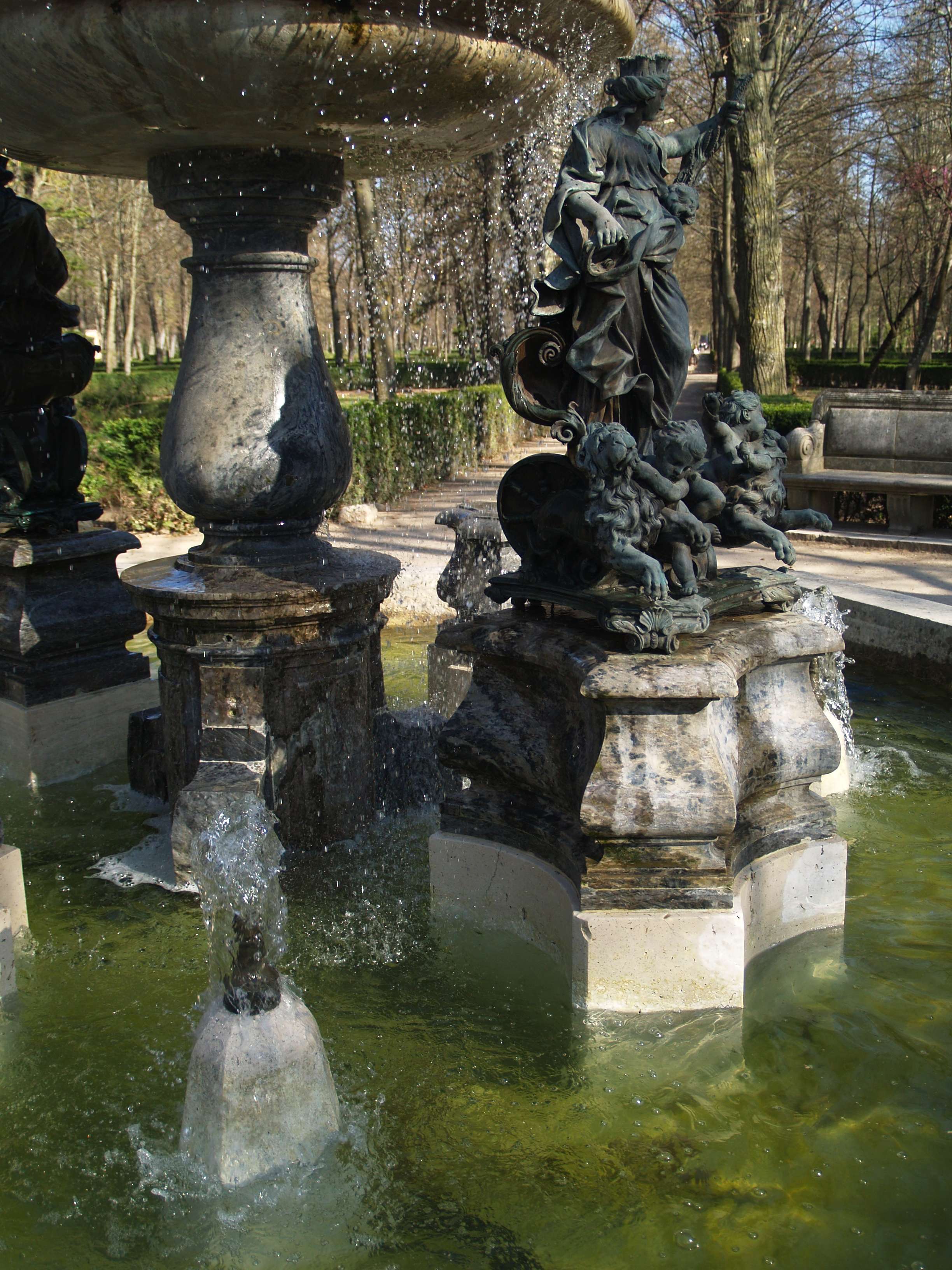
Detalle
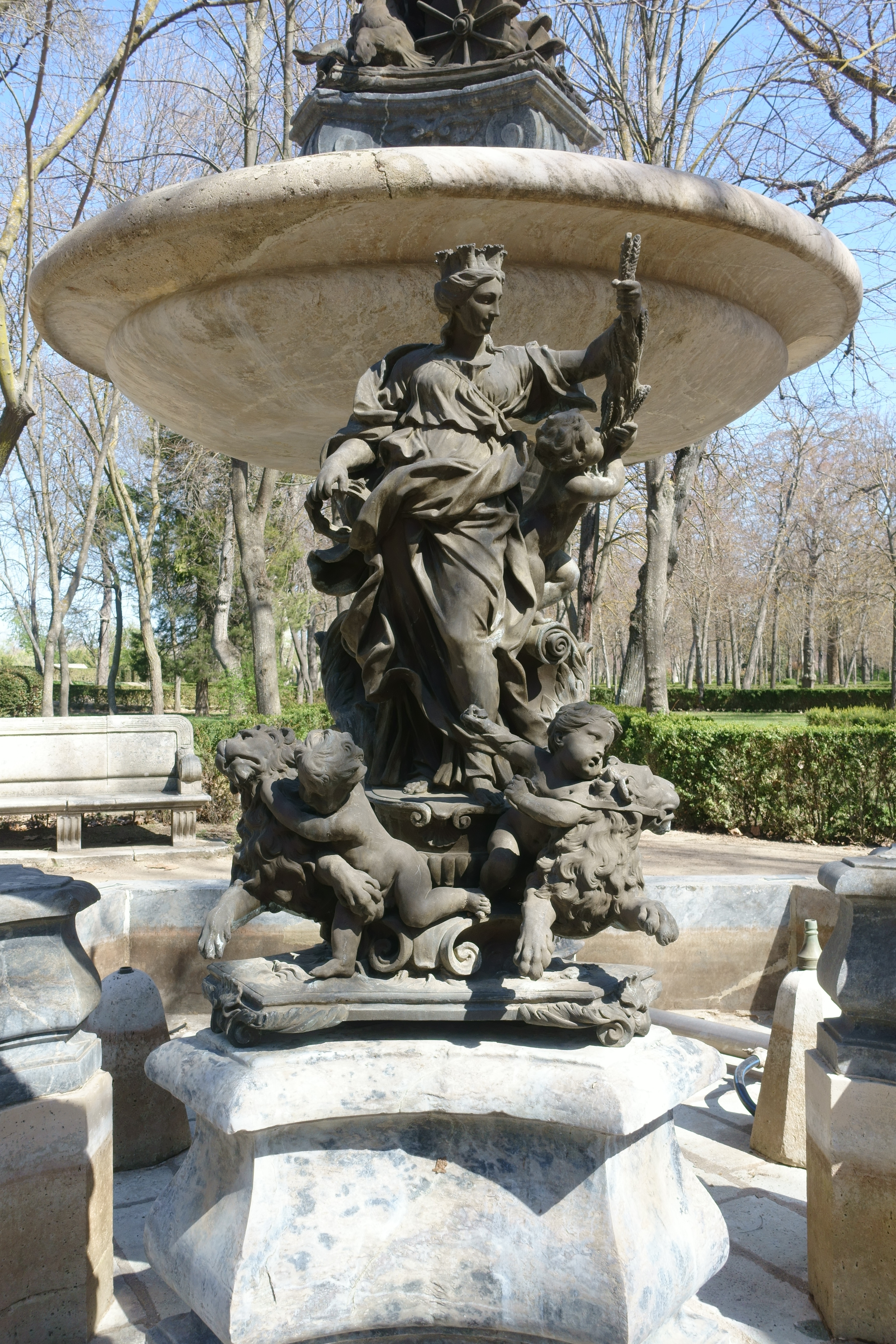
Una de las Ceres o Cibeles

## Otros elementos

### Salón de los Reyes Católicos

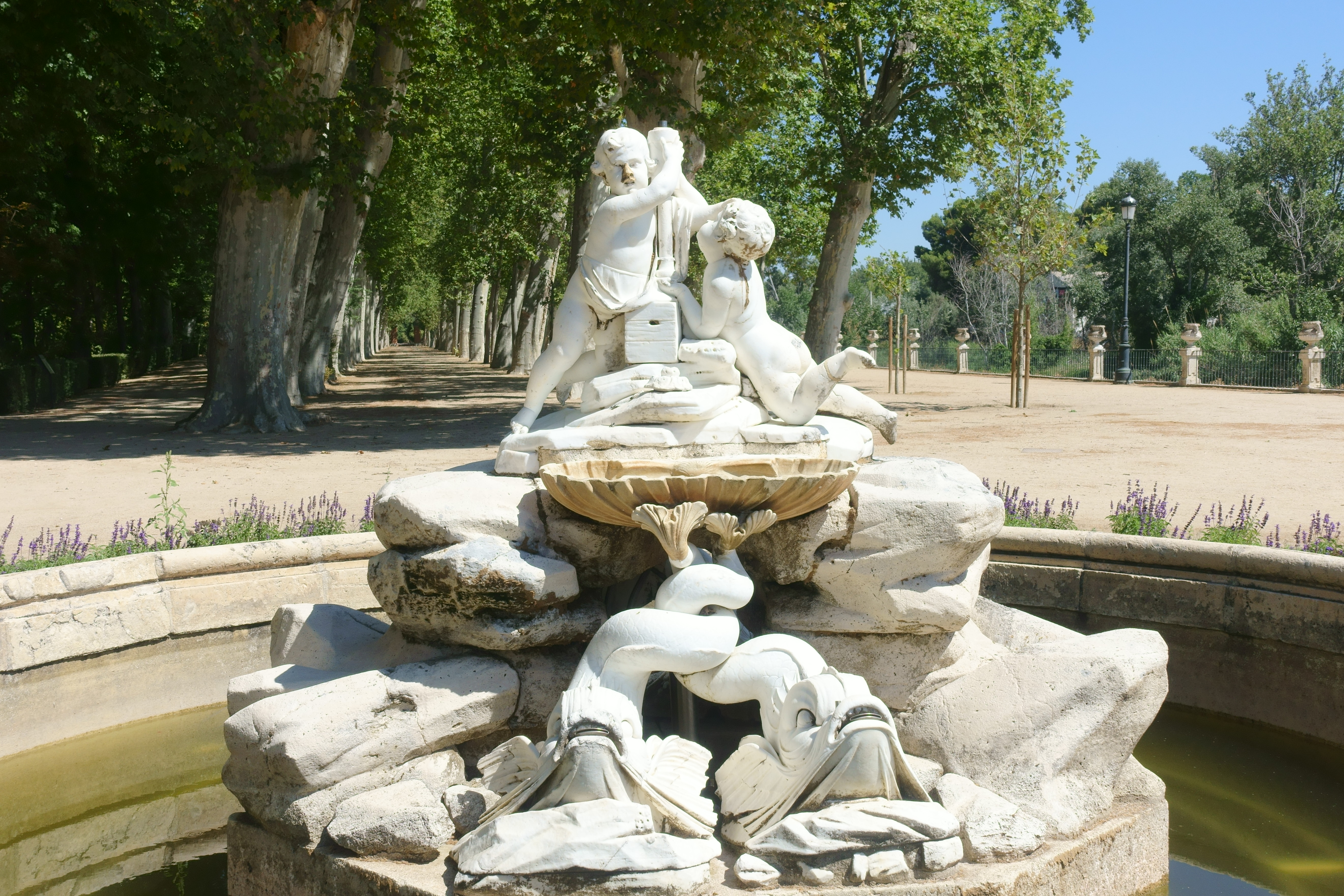
Fuente de la Boticaria al inicio del paseo de los Reyes Católicos

En 1777, bajo el reinado de Carlos III, se levantó un dique sobre el Tajo de más de 300 metros de longitud, rematado con una barandilla de hierro entre pedestales con jarrones. Esto generó un amplio espacio que se transformó en un paseo con la plantación de varias filas de plátanos. Al inicio del paseo, según se entra al jardín por el puente oriental, se ubica la fuente de la Boticaria. Procede del jardín del Príncipe, desde donde se trasladó en 1889; está documentada desde 1807, como obra de Hermenegildo Silici, y presenta dos amorcillos, delfines y conchas sobre un peñasco.

### Huerta del Infante
Al norte del Salón de los Reyes Católicos se encuentra la puerta de acceso a la Huerta del Infante. Consta de dos hojas de rejería entre pilastrones de ladrillo, rematados por esculturas en forma de concha realizadas en piedra de Colmenar. Este espacio ocupa una extensión de doce hectáreas, entre el jardín ordenado y el cauce del Tajo, y fue mejorado entre 1777 y 1786 por el infante Antonio Pascual, que contaba con una casa de recreo, ya desaparecida. En él se plantaron gran variedad de árboles, cuadros de fresas, fresones y espárragos y vides. Tras la Revolución de 1868 dichas plantaciones fueron arrancadas, y en época contemporánea es una parcela vacía, únicamente con un edificio de 1987 destinado a los jardineros.

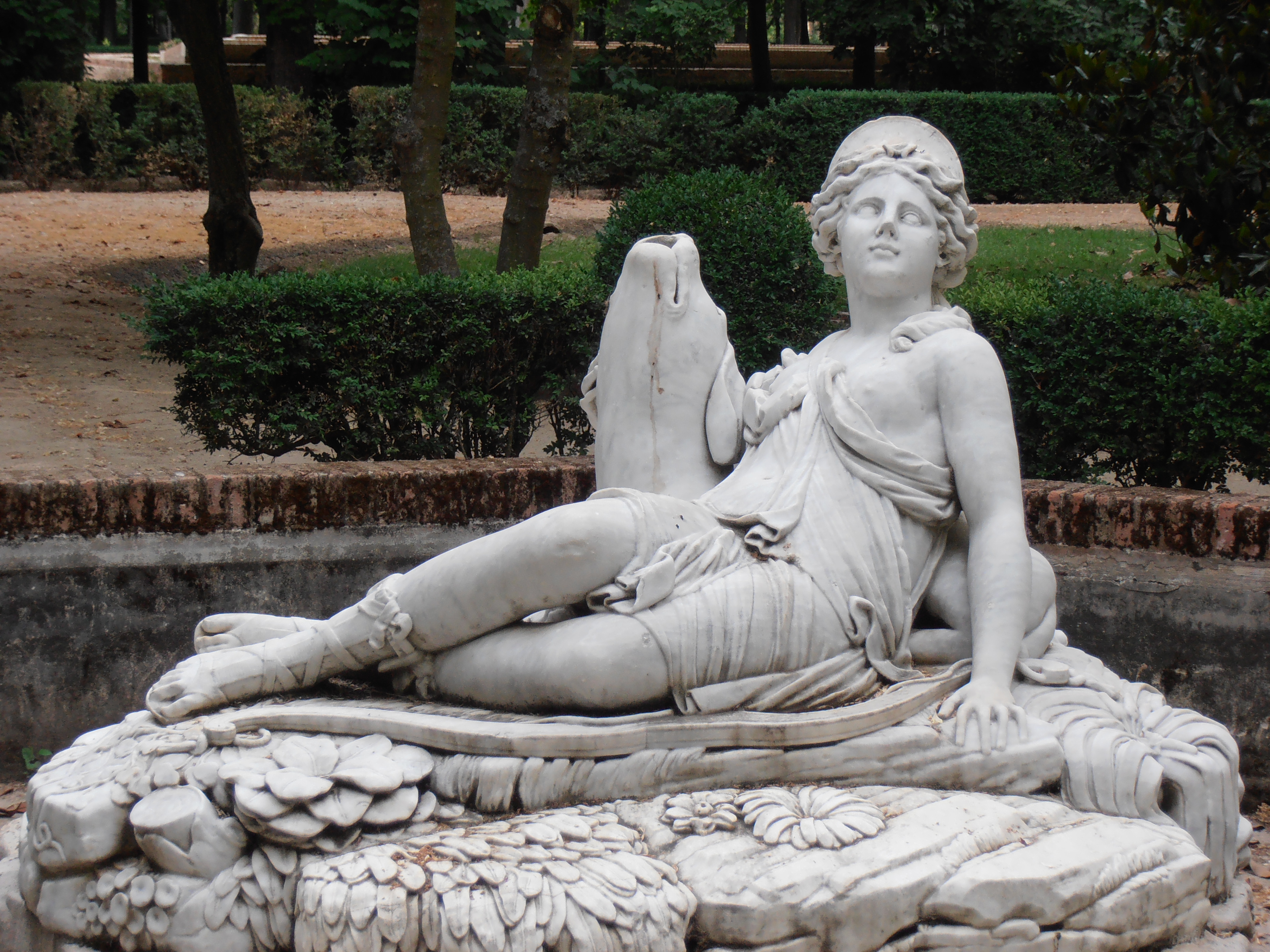
Fuente de Diana

### Jardín y fuente de Diana
Ubicado en la zona norte del jardín, fue trazado por Esteban Boutelou en 1748. Se trataba de un jardín de flores, al estilo francés, aunque cerrado por un muro; posteriormente perdió el dibujo de los cuadros —transformados en piezas de pradera con árboles— y se eliminó el muro, estando delimitado por setos de boj. Cuenta con cuatro piezas simétricas en torno a dos ejes en cruz y en el centro una glorieta donde se ubica un estanque y la fuente.
El estanque es de ladrillo y presenta planta octogonal. En el centro, sobre un pedestal, se encuentra una estatua de Diana cazadora, recostada sobre el lomo de un perro. La diosa vista una clámide corta y calza sandalias; a su izquierda, el arco, y a su derecha el carcaj de flechas y tres animales: una tortuga, una caracola y una rana. La fuente es obra de Pedro Michel y proviene del jardín del Príncipe, desde donde se trasladó en 1889.

### Jardín de la Isleta
En el extremo occidental de la Isla, y gracias a los aportes de sedimentos del Tajo y de la Ría, se formó una lengua de tierra, la denominada Isleta. Estaba separada de la Isla por un muro; Felipe V ordenó la supresión de este y la organización de un parterre. El proyecto fue llevado a cabo en 1731 por Esteban Marchand; a partir de una plaza situada junto a los dos puentes del camino primitivo a Madrid, se configuró un eje axial, con varias piezas y estanques y un espacio oval con estanque en el centro. El extremo oeste se cerraba en un espacio semicircular, con la fuente de los Tritones en el centro. Esta fue colocada en 1759 por Bonavía, hasta que en 1847 se instaló en el Campo del Moro de Madrid. Todo el conjunto estaba rodeado por una barandilla. En época contemporánea la Isleta perdió buena parte de esos elementos.

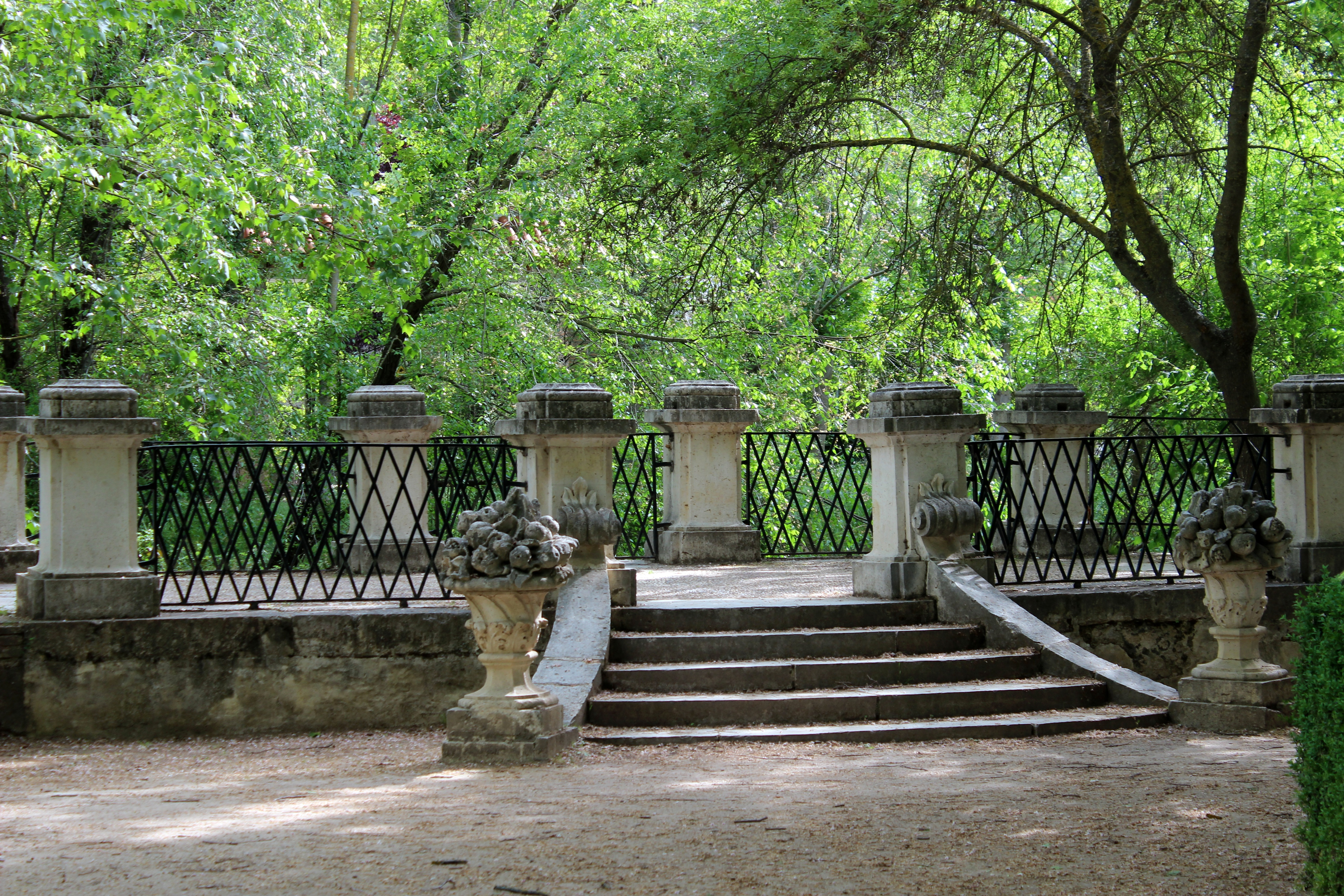
Restos del cenador de Santiago Bonavía

### Cenador
En distintos puntos de Aranjuez se situaron miradores con el objetivo de disfrutar de la naturaleza; cuatro de ellos estaban en el jardín de la Isla. Uno con vistas a la presa de las Aceñas y el puente de Barcas; otro junto al puente del Tajo, frente a las huertas de Picotajo; otro junto al lugar donde se unían el Tajo y el Jarama, que se trasladó a la nueva junta de los ríos en el siglo XVIII tras el cambio de curso del Jarama; y por último el situado junto al puente de Enmedio, con vistas al raso de la Estrella y a la entrada principal del palacio. Este fue proyectado por Santiago Bonavía en 1755 y, tras su destrucción en el siglo XIX, únicamente se conserva una plataforma de piedra con escalones, barandilla y dos jarrones.

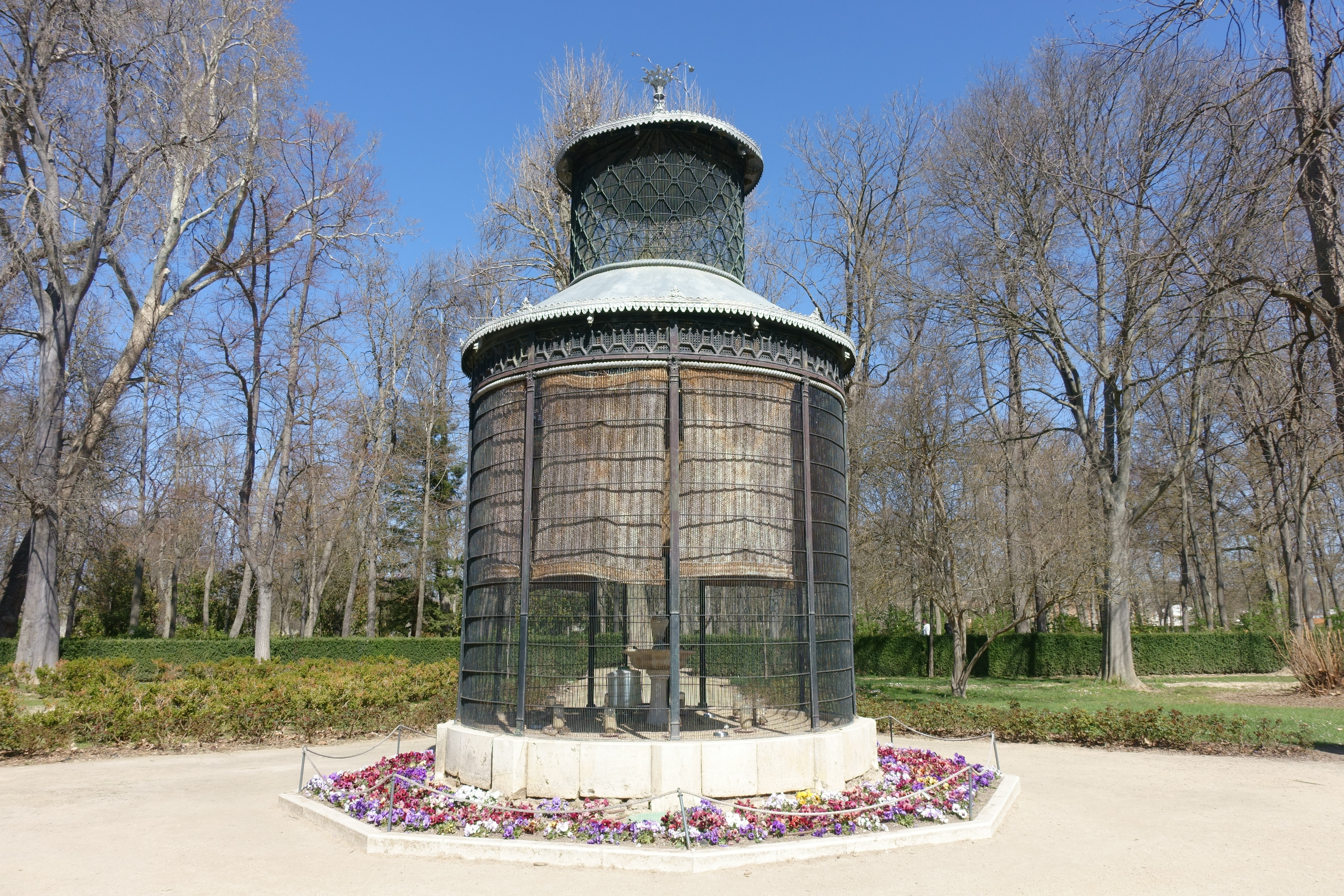
Pajarera

### Otros
Otros elementos que nos encontramos son los invernaderos, realizados a principios del siglo XX tras el establecimiento de una estación de horticultura y escuela de jardinería, y la pajarera, construcción de hierro en estilo ecléctico datada en el cambio del siglo XIX al XX.